# Gran colisionador de hadrones

Estructura detallada de los precolisionadores, colisionadores y aceleradores del LHC

El Gran Colisionador de Hadrones (LHC; en inglés: Large Hadron Collider) es el acelerador de partículas más grande y de mayor energía que existe y la máquina más grande construida por el ser humano en el mundo. Fue construido por la Organización Europea para la Investigación Nuclear (CERN) entre 1989 y 2001 en colaboración con más de 10 000 científicos y cientos de universidades y laboratorios, así como más de 100 países de todo el Mundo. Se encuentra en un túnel de 27 kilómetros de circunferencia y a una profundidad máxima de 175 metros bajo tierra, debajo de la frontera entre Francia y Suiza, cerca de Ginebra.
Las primeras colisiones se lograron en 2010 a una energía de 3,5 teraelectronvoltios (TeV) por haz, aproximadamente cuatro veces el récord mundial anterior, alcanzados en el Tevatron. Después de las correspondientes actualizaciones, alcanzó 6,5 TeV por haz (13 TeV de energía de colisión total, el récord mundial actual). A finales de 2018, entró en un período de parada de dos años, que finalmente se ha prolongado hasta 2022, con el fin de realizar nuevas actualizaciones, con lo cual se espera posteriormente alcanzar energías de colisión aún mayores.
El colisionador tiene cuatro puntos de cruce, alrededor de los cuales se colocan siete detectores, cada uno diseñado para ciertos tipos de experimentos en investigación. El LHC hace colisionar protones, pero también puede utilizar haces de iones pesados (por ejemplo de plomo) realizándose colisiones de átomos de plomo normalmente durante un mes al año. El objetivo de los detectores del LHC es permitir a los físicos probar las predicciones de las diferentes teorías de la física de partículas, incluida la medición de las propiedades del bosón de Higgs y la búsqueda de una larga serie de nuevas partículas predicha por las teorías de la supersimetría, así como también otros problemas no resueltos en la larga lista de elementos en la física de partículas.

## Idea de base

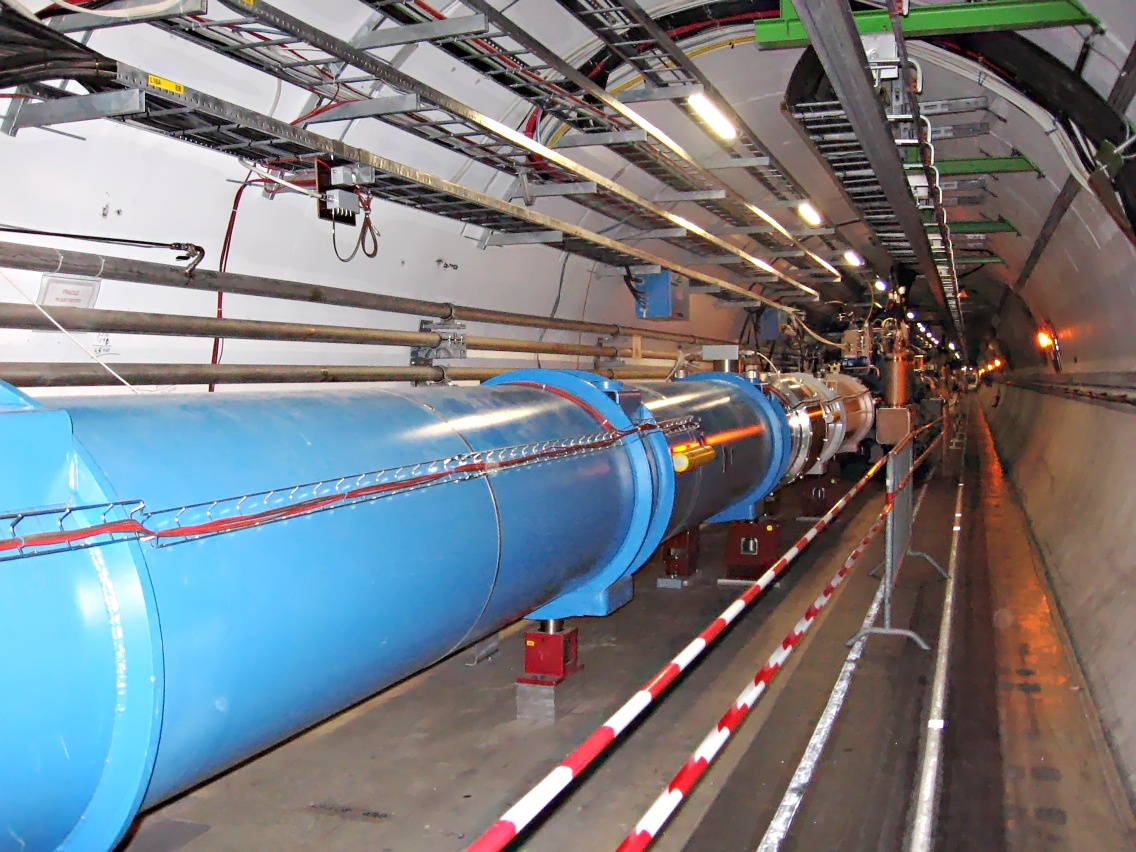
Túnel del Gran Colisionador de Hadrones (LHC) de la Organización Europea para la Investigación Nuclear (CERN) con todos los imanes e instrumentos. La parte del túnel que se muestra se encuentra debajo del LHC P8, cerca del LHCb.

El término "hadrón" se refiere a aquellas partículas subatómicas compuestas de quarks unidos por la fuerza nuclear fuerte (así como los átomos y las moléculas se mantienen unidos por la fuerza electromagnética). Los hadrones más conocidos son los bariones, como pueden ser los protones y los neutrones. Los hadrones también incluyen mesones como el pion o el kaón, que fueron descubiertos durante los experimentos de rayos cósmicos a fines de la década de 1940 y principios de la de 1950.
Un "colisionador" es un tipo de acelerador de partículas con dos haces enfrentados de partículas que chocan entre sí. En la física de partículas, los colisionadores se utilizan como herramientas de investigación: aceleran las partículas a energías cinéticas muy altas que les permiten impactar con otras partículas. El análisis de los subproductos de estas colisiones, captados por los sensores, brinda a los científicos una buena evidencia de la estructura del mundo subatómico y de las leyes de la naturaleza que los gobiernan. Muchos de estos subproductos se producen sólo mediante colisiones de alta energía y se descomponen después de períodos de tiempo muy breves. Por lo tanto, muchos de ellos son difíciles o casi imposibles de detectar de otra manera.

## Propósitos
Muchos físicos esperan que el Gran Colisionador de Hadrones ayude a responder algunas de las preguntas fundamentales de la física que se refieren a las leyes básicas que rigen las interacciones y fuerzas entre las partículas elementales, la estructura profunda del espacio y el tiempo y, en particular, la interrelación entre la mecánica cuántica y la relatividad general, que a día de hoy son dos teorías ampliamente comprobadas, pero desafortunadamente aún incompatibles entre sí en muchos aspectos experimentales.
También se necesitan datos de experimentos de partículas de alta energía para sugerir qué versiones de los modelos científicos actuales tienen más probabilidades de ser correctas, en particular para elegir entre el modelo estándar y el modelo de Higgsless, validando sus predicciones y permitir un mayor desarrollo teórico.
Los temas investigados gracias a las colisiones del LHC incluyen, entre otras preguntas fundamentales:
- ¿Se está generando la masa de partículas elementales por el mecanismo de Higgs a través de la ruptura espontánea de simetría?[18] Se esperaba que los experimentos del colisionador demostrarían o descartarían la existencia del escurridizo bosón de Higgs, lo que permitiría a los físicos considerar cuál de los modelos (el Modelo estándar o sus alternativas de Higgsless) es el más correcto.[19][20]

- ¿Es la supersimetría una extensión del Modelo Estándar y la simetría de Poincaré de la naturaleza lo que implica que todas las partículas conocidas tengan elementos supercompañeros?[21][22][23]

- ¿Existen dimensiones adicionales aún no conocidas,[24] como predicen varios modelos basados en la teoría de cuerdas y seremos capaces de detectarlos?[25]

- ¿Cuál es la naturaleza de la materia oscura que parece representar al menos el 95% de la masa total del universo?

Otras preguntas abiertas sobre las que podemos interrogarnos utilizando colisiones de partículas de altas energías son las siguientes:
- Ya se sabe que el electromagnetismo y la fuerza nuclear débil son manifestaciones diferentes de una sola fuerza llamada fuerza de electrodepresión. El LHC puede aclarar si la fuerza electrodébil y la fuerza nuclear fuerte son igualmente manifestaciones diferentes de una fuerza unificada universal, como lo predicen varias teorías de la gran unificación.

- ¿Por qué la cuarta fuerza fundamental, la gravedad, tiene tantos órdenes de magnitud más débiles que las otras tres fuerzas fundamentales? Véase también: el problema de jerarquía.

- ¿Existen otros tipos de mezcla de sabores de quark más allá de los que ya están presentes en el Modelo estándar?

- ¿Por qué hay violaciones aparentes de la simetría entre la materia y la antimateria? Véase también: problema de la Violación CP.

- ¿Cuál es la naturaleza y las propiedades del plasma de gluones y quarks que se cree que existió en el universo primitivo y en ciertos objetos astronómicos compactos y extraños en la actualidad? Esto será investigado por colisiones de iones pesados, como el plomo, principalmente en los módulos ALICE, pero también en CMS, ATLAS y LHCb del CERN. Observados por primera vez en 2010, los hallazgos publicados en 2012 confirmaron el fenómeno conocido como enfriamiento por chorro de los iones pesados.[26][27][28]

## Diseño
El colisionador está situado en un túnel circular, con una circunferencia de 26,7 km, a una profundidad que varía de 50 a 175 m bajo tierra.

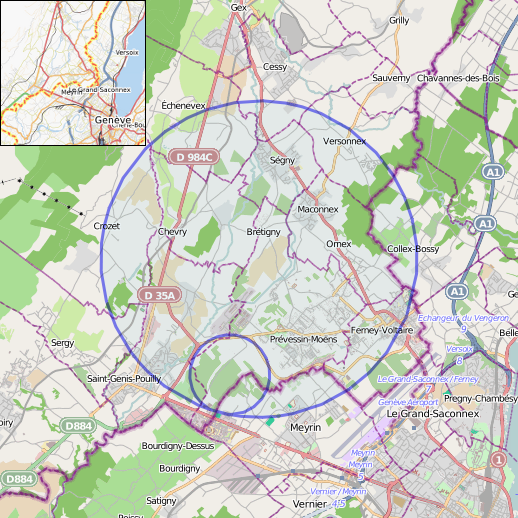
Mapa del Gran Colisionador de Hadrones del CERN

El túnel, forrado de hormigón, de 3,8 m de ancho, construido entre 1983 y 1988, ya se utilizó anteriormente para albergar el gran colisionador de electrones y positrones. El túnel cruza la frontera entre Suiza y Francia en cuatro puntos, estando situado en su mayor parte en Francia. Los edificios de la superficie tienen diferentes equipos auxiliares como compresores, equipos de ventilación, electrónica de control y plantas de refrigeración, aparte de los módulos construidos para albergar alojamientos, cocina, salones, salas de descanso, computación, etc. 

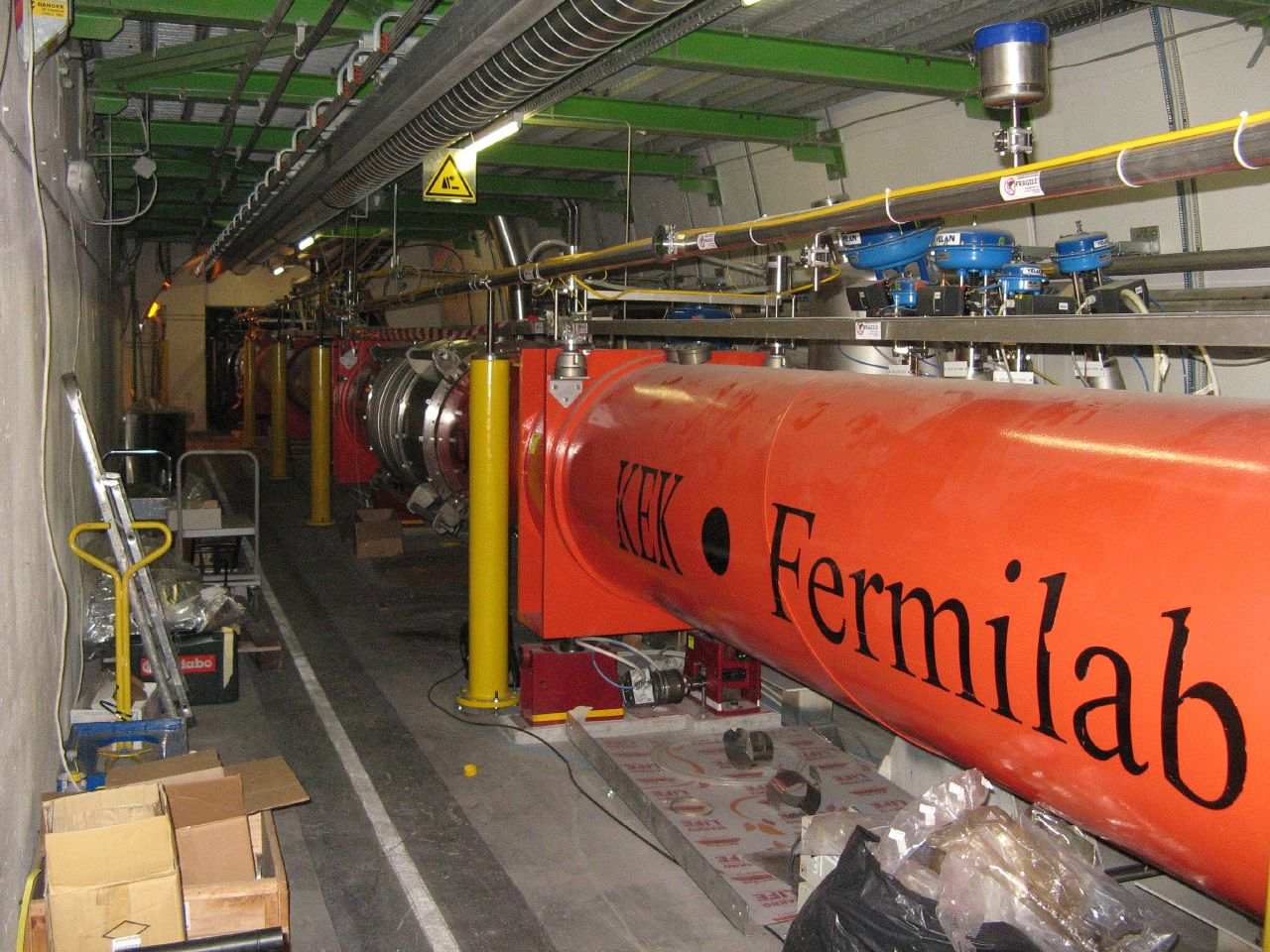
Los superimanes cuadropolos superconductores se utilizan para dirigir los haces a cuatro puntos de intersección, donde tienen lugar las colisiones e interacciones entre los protones acelerados

El túnel colisionador contiene dos líneas de haces paralelos adyacentes (o tubos de haces), cada uno de los cuales permite el paso de un haz, que viaja en direcciones opuestas alrededor del anillo. Los haces se cruzan en cuatro puntos alrededor del anillo, que es donde tienen lugar las colisiones de partículas. Unos 1 232 imanes dipolos mantienen los haces en su trayectoria circular, mientras que se utilizan 392 imanes cuadripolos adicionales para mantener los haces enfocados, con otros imanes cuadripolos más potentes cerca de los puntos de intersección, para maximizar las posibilidades de interacción donde se cruzan las dos líneas opuestas. 
Imanes multipolares superiores se utilizan para corregir las imperfecciones más pequeñas en la geometría del campo electromagnético. En total, se han instalado unos 10 000 imanes superconductores, con imanes dipolos, con un peso total de más de 27 toneladas cada uno.
Se necesitan aproximadamente 96 toneladas de Helio-4 superfluído para mantener los imanes, fabricados de niobio-titanio revestido de cobre, a una temperatura de funcionamiento de tan sólo 1,9 K (−271,25 °C), lo que convierte al LHC en la instalación criogénica más grande del mundo. Para ello, el LHC utiliza en total 470 toneladas del superconductor Nb-Ti. El hecho de refrigerar la instalación del LHC a temperaturas cercanas al cero absoluto tiene como objeto provocar la mínima excitación molecular posible, mejorando así la conducción de los protones y disminuyendo al máximo posibles interferencias. Se emplea helio como fluido por ser un gas neutro, fácil de obtener y sin capacidad de conductividad eléctrica.
Durante las operaciones del LHC, el CERN consume aproximadamente 200 MWs de energía eléctrica de la red eléctrica francesa, que, en comparación, es aproximadamente un tercio del consumo total de toda la energía de la ciudad de Ginebra. El acelerador LHC y los detectores consumen aproximadamente 120 MW de los mismos.
Cuando funciona en el registro de energía actual de 6,5 TeV por protón lanzado al haz, una o dos veces al día, a medida que los protones se aceleran de 450  GeV a 6,5 TeV, el campo de los imanes dipolares superconductores aumenta de 0,54 a 7,7 teslas (T). Cada protón tiene una energía de 6,5 TeV, lo que proporciona en el choque una energía de colisión total de 13 TeV. En esta energía los protones tienen un factor de Lorentz de alrededor de 6 930 y se mueven a aproximadamente 0,999999990 c, o sea: alrededor de 3,1 m/s (11 km/h) más lenta que el límite máximo de la velocidad de la luz en el vacío (c). En total, tarda menos de 90 microsegundos (μs) para que un protón viaje 26,7 km alrededor del anillo principal. Esto da como resultado 11 245 revoluciones por segundo para los protones dentro del túnel circular, ya sea que las partículas tengan una energía baja o alta en el anillo principal o que la diferencia de velocidad entre estas energías esté más allá del quinto decimal.
En lugar de tener que producir haces continuos, los protones se agrupan formando hasta 2 808 racimos, con 115 mil millones de protones en cada grupo, de modo que las interacciones entre los dos haces tienen lugar a intervalos discretos, principalmente a una distancia luz de 25 nanosegundos (ns), proporcionando una tasa de colisión de 40 MHz. Fue puesto en funcionamiento con menos racimos de protones durante los primeros años. La luminosidad de diseño del LHC es de 1034 cm−2 s−1 , la cual fue alcanzada por primera vez en junio de 2016. En 2017 se logró el doble de este valor.

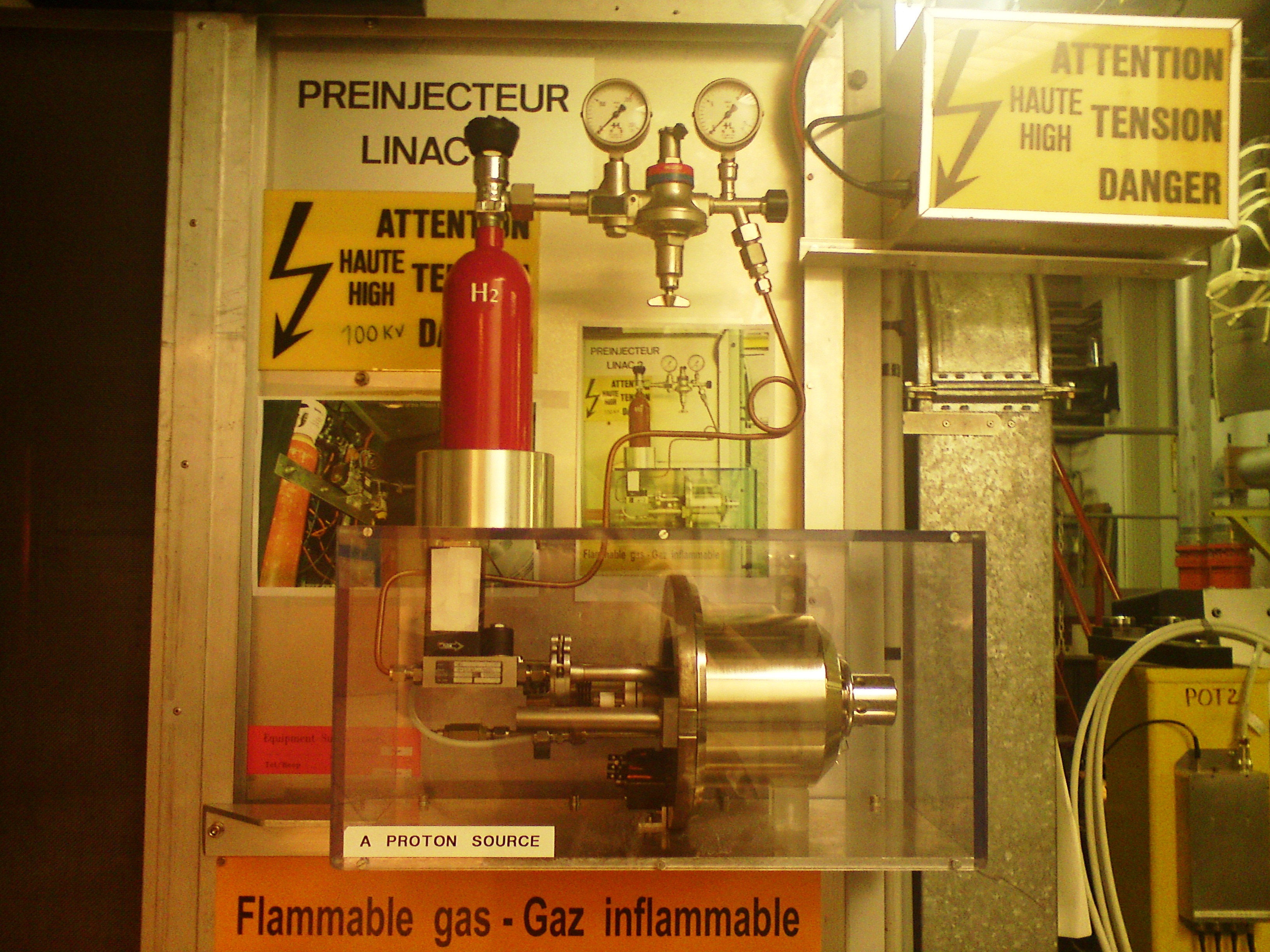
Los protones necesarios para el LHC se originan desde este pequeño tanque rojo de hidrógeno.

Antes de ser inyectadas en el acelerador principal, las partículas son preparadas por una serie de sistemas que aumentan sucesivamente su energía. El primer sistema es el acelerador lineal de partículas LINAC 2 que genera protones con energías cinéticas de 50 MeV, el cual alimenta al Impulsor del Sincrotrón de Protones (PSB). 

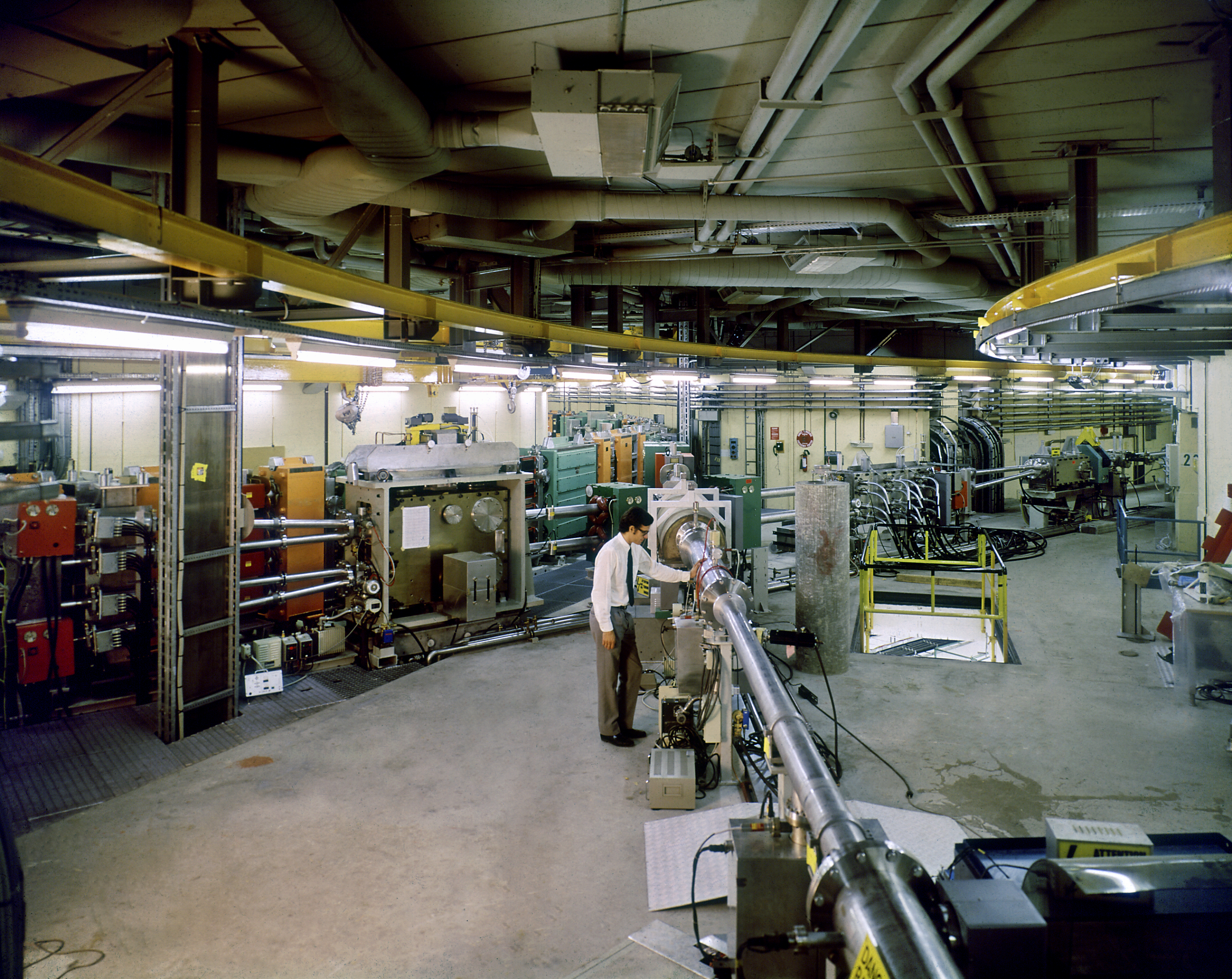
Líneas de inyección y transferencia del Proton Synchrotron Booster

En este último, los protones se aceleran a 1,4 GeV y se inyectan en el Sincrotrón de Protones (PS), donde se aceleran a 26 GeV. Finalmente, el Supersincrotrón de Protones (SPS) se usa para aumentar su energía aún más hasta 450 GeV antes de que finalmente se inyecten (durante un período de varios minutos) en el anillo principal. Aquí los racimos de protones se acumulan y aceleran (durante un período de 20 minutos) a su pico máximo de energía y, finalmente, circulan durante 5 a 24 horas seguidas mientras se producen colisiones en los cuatro puntos de intersección.
El programa fundamental del LHC se basa principalmente en colisiones protón-protón. Sin embargo, se incluyen en el programa períodos de funcionamiento más cortos, generalmente un mes por año, con colisiones de iones pesados. Si bien los iones más ligeros también son considerados, el esquema de línea de base se ocupa fundamentalmente de los iones de plomo Los iones de plomo son acelerados primero por el acelerador lineal LINAC 3, y el anillo de iones de baja energía (LEIR) se usa como una unidad de almacenamiento y enfriador de iones. Luego, los PS y SPS aceleran aún más los iones antes de inyectarlos en el anillo LHC, donde alcanzan una energía de 2,3 TeV por nucleón (o 522 TeV por ion), superior a las energías alcanzadas por el colisionador de iones pesados relativista. El objetivo del programa de iones pesados es investigar el Plasma de quarks-gluones que existía en el universo temprano.

### Detectores

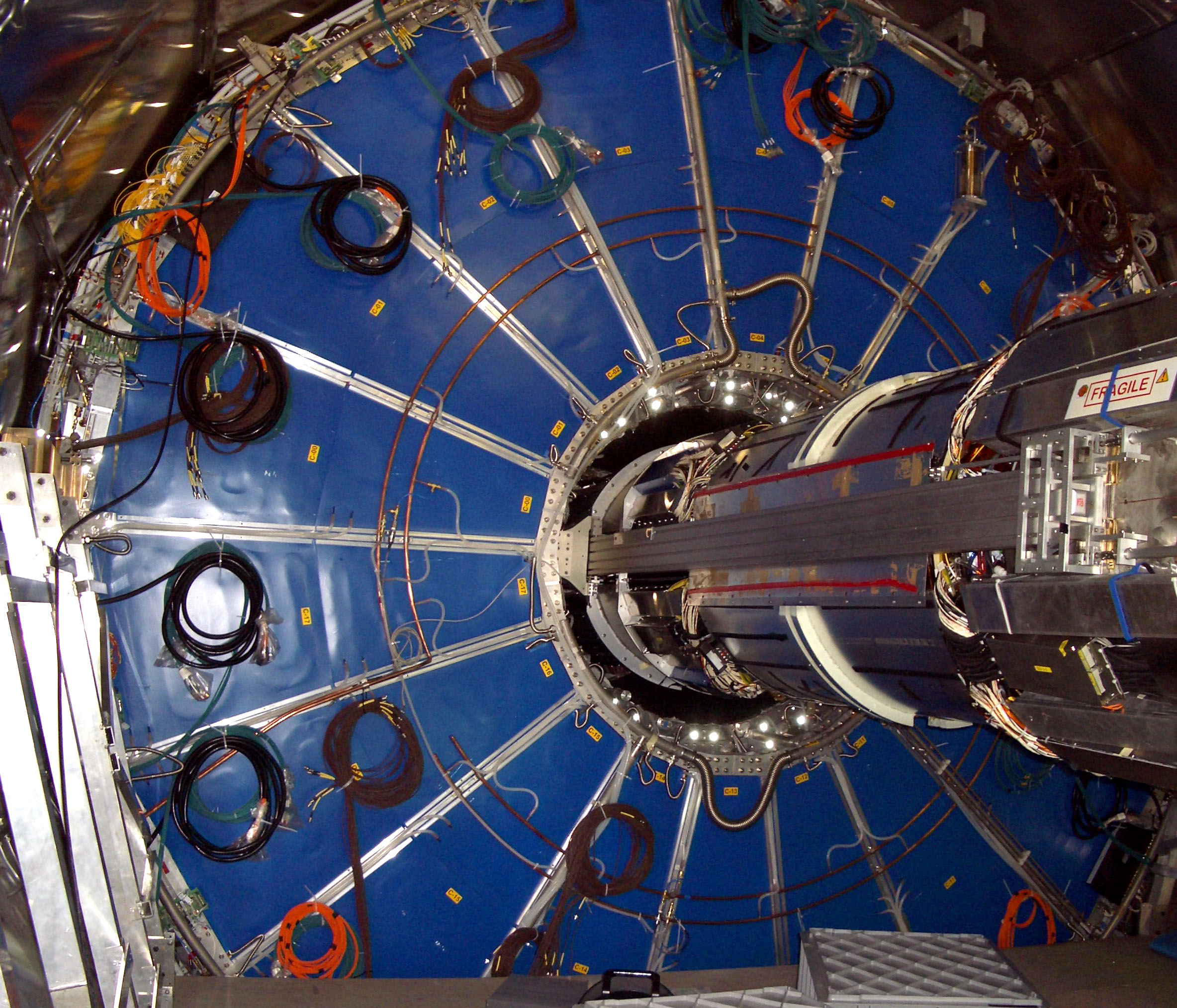
Vista detallada del detector ALICE del LHC

Se han construido siete detectores en el LHC ubicados bajo tierra en grandes cavernas excavadas en los puntos de intersección del LHC. Dos de ellos, el experimento ATLAS y el solenoide de muon compacto (CMS), son grandes detectores de partículas de uso general. Los experimentos de ALICE y LHCb tienen roles más específicos y los últimos tres, TOTEM, MoEDAL y LHCf, son mucho más pequeños y son para investigaciones muy especializadas. Los experimentos con ATLAS y el CMS descubrieron el bosón de Higgs, que es una fuerte evidencia de que el Modelo Estándar tiene el mecanismo correcto para dar masa a las partículas elementales. En resumen, los siete detectores son: ATLAS, CMS, TOTEM, LHCb, LHCf, MoEDAL y FASER.

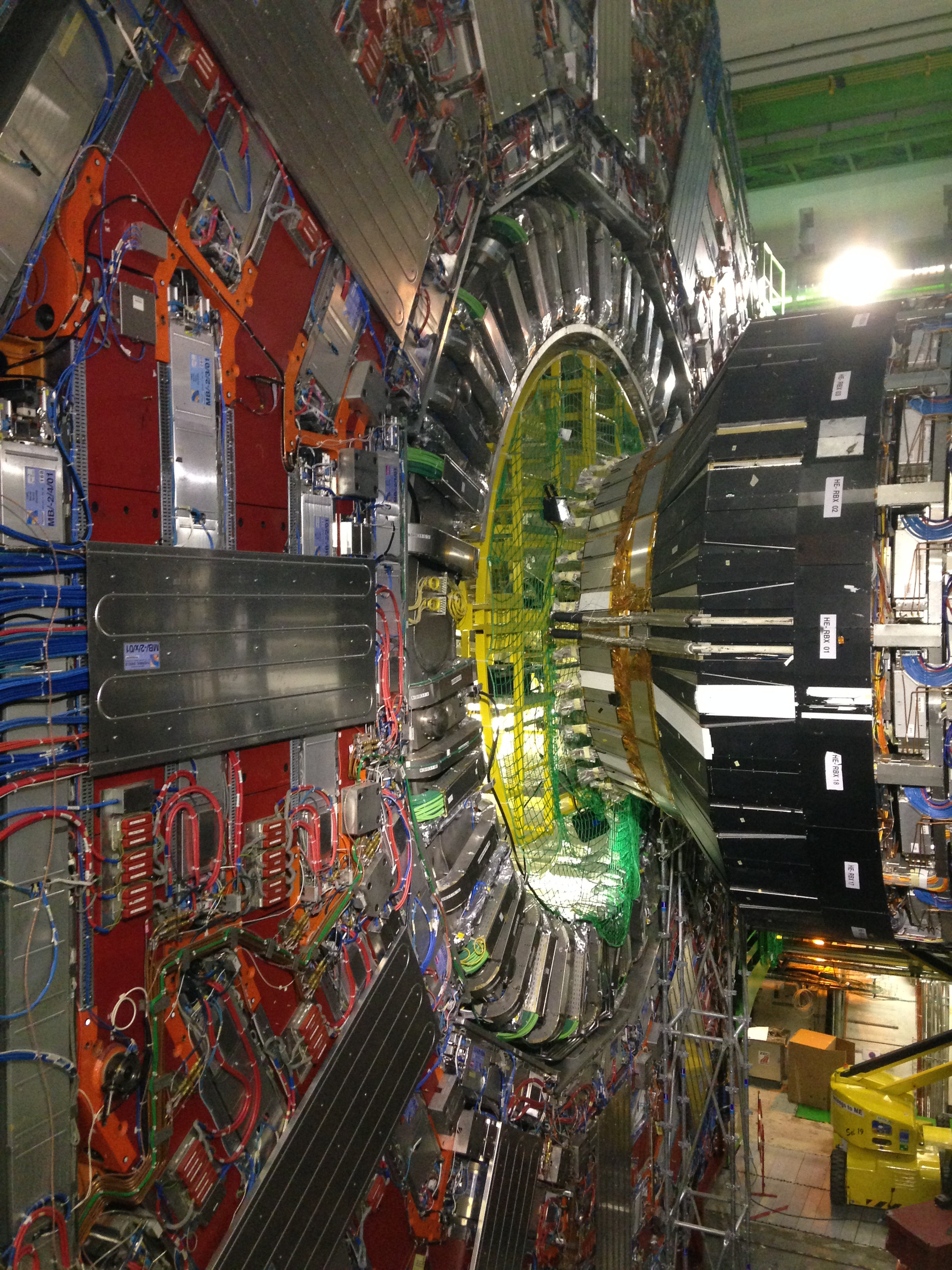
Detector CMS del LHC

El resumen de los detectores principales es el que sigue:
| Detector | Descripción |
| -------- | --- |
| ATLAS    | Es uno de los dos detectores de uso general. ATLAS estudia el bosón de Higgs y busca signos de nueva física de partículas, incluidos los orígenes de la masa y las posibles dimensiones adicionales. |
| CMS      | Es el otro detector de uso general, como ATLAS: estudia el bosón de Higgs y busca pistas para nuevos descubrimientos físicos y nuevas partículas.                                                    |
| ALICE    | ALICE está estudiando una forma de materia muy "fluida" llamada plasma quark-gluón que se cree existió poco después del Big Bang.                                                                    |
| LHCb     | Se crearon cantidades iguales de materia y antimateria durante el breve instante del Big Bang. El LHCb investiga lo que le sucedió a la antimateria "desaparecida".                                  |

### Instalaciones de computación y análisis
Los datos informáticos producidos por el LHC, así como la simulación relacionada con LHC, se estiman aproximadamente en 15 petabytes al año (el rendimiento máximo durante la ejecución no se ha especificado), lo cual es un enorme desafío de computación en todo momento.
El LHC Computing Grid fue construido como parte del diseño del LHC para manejar la gran cantidad de datos esperados en las colisiones. Es un proyecto de colaboración internacional que consiste en una infraestructura basada en una red informática que conecta inicialmente 140 centros de computación en 35 países (superado por más de 170 centros en 36 países a partir de 2012). Fue diseñado específicamente por el CERN para manejar el volumen masivo de datos informáticos producidos por los experimentos del LHC. incorporando conexiones privadas con cable de fibra óptica e infraestructuras existentes de Internet de alta velocidad para permitir la transferencia de datos del CERN a instituciones académicas de todo el mundo. El Open Science Grid se utiliza como la infraestructura primaria en los Estados Unidos, y también como parte de una federación interoperable con el LHC Computing Grid.
El proyecto de computación distribuida LHC@home se preparó para apoyar la construcción y calibración del LHC. El proyecto utiliza la plataforma BOINC, que permite a cualquier persona con una conexión a Internet y una computadora con Mac OS X, Windows o Linux, usar el tiempo de inactividad de su computadora para simular cómo viajarán las partículas dentro de las tuberías del haz. Con esta información, los científicos pueden determinar cómo deben calibrarse los imanes para obtener la "órbita" más estable dentro de los haces del anillo. En agosto de 2011, se lanzó una segunda aplicación (Test4Theory) que realiza simulaciones para comparar los datos reales de la prueba y poder determinar así los niveles de confianza de los resultados.
Para 2012 se habían analizado datos de más de 6 000 billones (6x1015) de colisiones de protones-protones del LHC. Los datos de colisión del LHC se producían a aproximadamente 25 petabytes por año, y la red de computación LHC se había convertido en la red informática más grande del mundo en 2012, incluyendo más de 170 instalaciones informáticas en una red mundial en 36 países.

## Historial de operaciones
El LHC entró en funcionamiento por primera vez el 10 de septiembre de 2008, pero las pruebas iniciales se retrasaron durante 14 meses, del 19 de septiembre de 2008 al 20 de noviembre de 2009, luego de ocurrir un incidente en el enfriamiento de un imán por causas de un fallo de las conexiones eléctricas en algunos cables que causó daños extensos a más de 50 imanes superconductores, sus montajes y al tubo de vacío.
Durante su primera puesta en marcha (2010–2013), el LHC colisionó dos haces opuestos de partículas de protones hasta alcanzar los 4 teraelectronvoltios (4 TeV o 0,64 microjulios), o de núcleos principales (574 TeV por núcleo, o 2,76 TeV por nucleón). Sus primeros descubrimientos incluyeron el bosón de Higgs, buscado durante mucho tiempo, varias partículas compuestas (hadrones) como el estado del bottomonio χ b (3P), la primera creación del plasma de quark-gluón, y las primeras observaciones de la rarísima descomposición del mesón B s en dos muones (B s 0 → μ + μ -), lo que cuestionó la validez de los modelos existentes sobre la supersimetría.

### Construcción

#### Desafíos operacionales
El tamaño del LHC constituye un desafío de ingeniería excepcional, con problemas operativos únicos debido a la cantidad de energía almacenada en los imanes y dentro de los haces. Mientras está en funcionamiento, la energía total almacenada en los imanes es de 10 GJ (2 400 kilogramos de TNT) y la energía total transportada por los dos haces alcanza 724 MJ (173 kilogramos de TNT).
La pérdida de solo una diezmillonésima parte (10 −7) del haz es suficiente para apagar un imán superconductor, mientras que cada uno de los dos volcados del haz deben absorber 362 MJ (87 kilogramos de TNT). Estas energías son transportadas por muy poca materia: bajo condiciones nominales de operación (2808 racimos por haz o, lo que es lo mismo, 1,15 × 10 11 protones por racimo), los tubos del haz contienen 1,0 × 10 −9 gramos de hidrógeno que, en condiciones estándar de temperatura y presión, ocuparían el espacio con el volumen de un grano de arena fina.

#### Coste económico
Con un presupuesto de 7 500 millones de euros (aprox. 9 000 millones de dólares en junio de 2010), el LHC es uno de los instrumentos científicos más caros jamás construidos. Se esperaba que el costo total del proyecto fuera del orden de 4.600 millones de francos suizos (aproximadamente 4 400 millones de dólares o 3 100 millones a partir de enero de 2010) para el acelerador y 1 160 millones de francos suizos (aproximadamente 1 100 millones de dólares o 800 millones de euros a partir de enero de 2010) para los experimentos proyectados por el CERN.
La construcción de LHC se aprobó en 1995 con un presupuesto de 2 600 millones de francos suizos, junto con otros 210 millones de francos suizos destinados a los experimentos. Sin embargo, los sobrecostes estimados (en una revisión importante en 2001) aumentaron en otros 480 millones de francos suizos el coste del acelerador y otros 50 millones más para los experimentos, junto con una reducción para el presupuesto del CERN, lo cual retrasó la fecha de finalización del proyecto de 2005 a abril de 2007. La superconducción de los imanes fue la causa de un incremento de otros 180 millones en el aumento de los costos. También hubo más costos y demoras debido a dificultades de ingeniería encontradas durante la construcción de la gruta para instalar el solenoide de muon compacto, y también debido a los soportes magnéticos que no fueron suficientemente bien diseñados y fallaron en sus primeras pruebas iniciales (2007) y otros daños causados por un enfriamiento magnético y el escape de helio líquido (en la prueba inaugural de 2008). Debido a que los costos de electricidad son más bajos durante el verano, el LHC normalmente no opera durante los meses de invierno, aunque se hicieron excepciones durante los inviernos de 2009/2010 y de 2012/2013 para compensar los retrasos en el arranque de 2008 y para mejorar así la precisión de las mediciones de la nueva partícula descubierta en 2012.

#### Accidentes durante la construcción y retrasos
- El 25 de octubre de 2005, José Pereira Lages, un técnico, murió en las instalaciones del LHC cuando una subestación de control, que se transportaba con una grúa, cayó sobre él produciéndose el siniestro.[72]

- El 27 de marzo de 2007, un soporte de un imán criogénico diseñado y provisto por Fermilab y por KEK se rompió durante una prueba de presión inicial que involucró a uno de los conjuntos de imanes del LHC de triplete interno (cuadrupolo de enfoque). Nadie salió herido. El director de Fermilab, Pier Oddone, declaró: En este caso, nos quedamos boquiabiertos por haber perdido un equilibrio de fuerzas muy simple. El fallo había estado presente en el diseño original y permaneció sin corregir durante cuatro revisiones de ingeniería en los años siguientes.[73] El análisis reveló que su diseño, hecho lo más delgado posible para un mejor aislamiento, no era lo suficientemente fuerte como para resistir las fuerzas generadas durante las pruebas de presión. Los detalles están disponibles en un comunicado de Fermilab, con el que el CERN estuvo de acuerdo.[74][75] La reparación del imán roto y el refuerzo de los ocho conjuntos idénticos utilizados por el LHC retrasaron la fecha de inicio del programa, que luego se planificó finalmente para ser iniciado en noviembre de 2007.

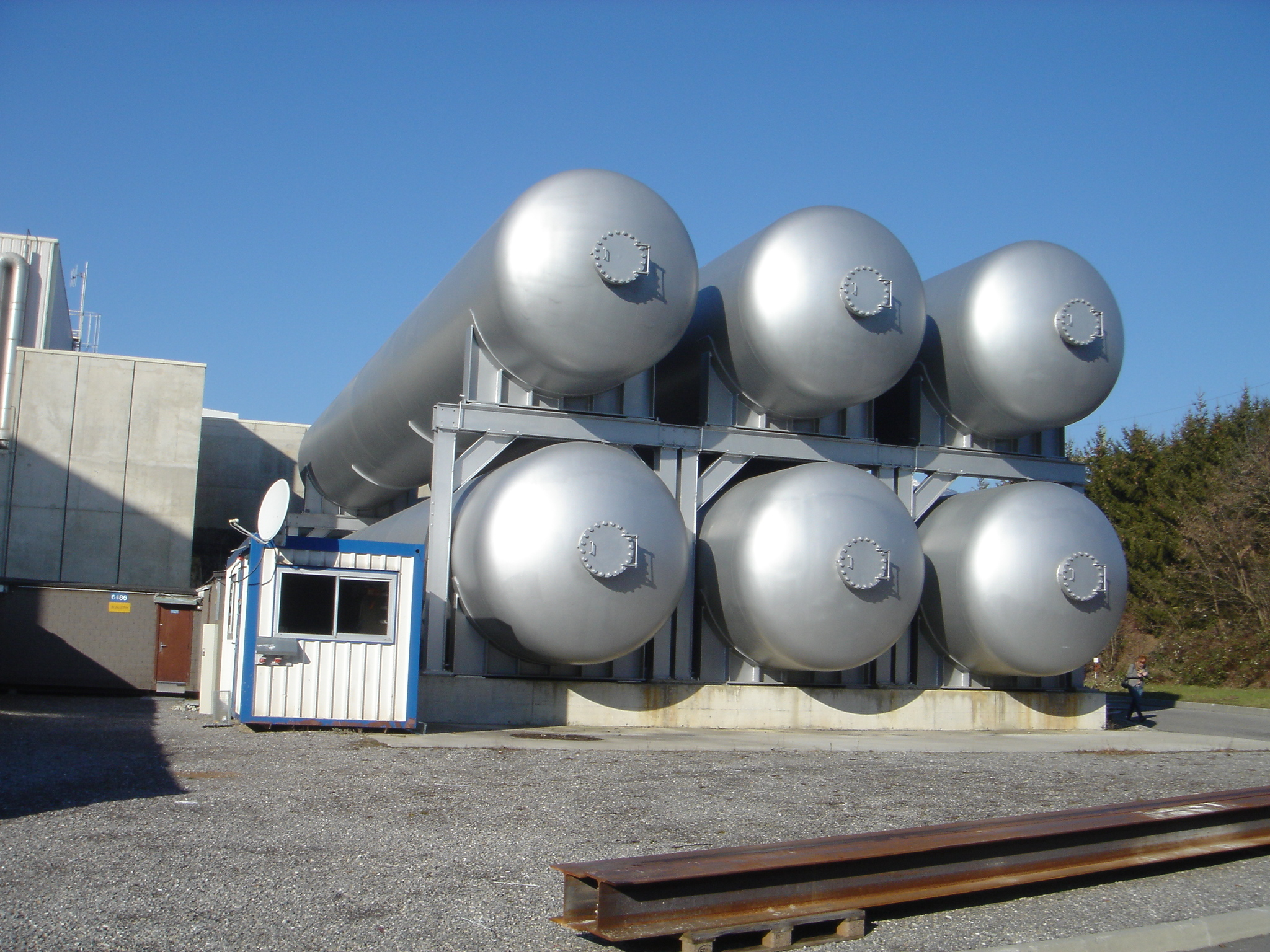
Tanques de helio.

- El 19 de septiembre de 2008, durante las pruebas iniciales, una conexión eléctrica defectuosa condujo a un enfriamiento de un imán (la pérdida repentina de la capacidad superconductora de un imán debido al calentamiento o a los efectos del campo eléctrico). Tanques de helio. Seis toneladas de helio líquido a temperaturas próximas al cero absoluto —utilizado para enfriar los imanes— escaparon con la fuerza suficiente para romper, cerca de sus anclajes, imanes de 10 toneladas y causaron daños y contaminación considerables en el tubo de vacío. Las reparaciones y los subsiguientes controles de seguridad causaron un retraso de otros 14 meses.[76][77][78]

- Se encontraron dos fugas de vacío, con pequeñas entradas de aire, en julio de 2009 y el inicio de las operaciones de reparación se aplazaron hasta mediados de noviembre de ese año.[79]

#### Corrientes de imán iniciales
En ambas puestas en funcionamiento (2010 a 2012 y 2015), el LHC funcionó con energías inferiores al plan operativo planificado inicialmente y aumentó hasta sólo (2 x) 4 TeV de energía en su primera puesta en marcha y a (2 x) 6,5 TeV en su segundo encendido, por debajo de la energía de diseño prevista de (2 x) 7 TeV. Esto se debe a que los imanes superconductores masivos requieren un entrenamiento considerable del imán para manejar correctamente las altas corrientes involucradas sin perder su capacidad superconductora y esas altas intensidades son necesarias para permitir una alta energía en la colisión de los protones. El proceso de "entrenamiento" implica encender repetidamente los imanes con corrientes bajas para evitar cualquier enfriamiento o movimientos diminutos que puedan producirse. También lleva tiempo enfriar los imanes a su temperatura de funcionamiento de alrededor de 1,9 K (cerca del cero absoluto). Con el tiempo, el imán "se adapta" y deja de apagarse frente a estas corrientes de menor intensidad y puede manejar las altas corrientes de diseño sin dejar de funcionar. Los medios del CERN describen este problema con la analogía de que los imanes "sacuden" las inevitables pequeñas imperfecciones de fabricación en sus cristales que inicialmente habían deteriorado su capacidad para manejar las corrientes planificadas. Los imanes, con el tiempo, y con "entrenamiento", gradualmente se vuelven capaces de manejar las corrientes planificadas en el diseño original sin apagarse.

### Pruebas inaugurales (2008)
El primer lanzamiento de protones se hizo circular a través del colisionador en la mañana del 10 de septiembre de 2008. El CERN disparó con éxito una ráfaga de protones alrededor del túnel por etapas, tres kilómetros a la vez. Las partículas se lanzaron en el sentido de las agujas del reloj hacia el acelerador y se dirigieron con éxito al punto de colisión a las 10:28 hora local. El LHC completó con éxito su prueba principal: después de una serie de pruebas de funcionamiento, dos puntos blancos destellaron en la pantalla de un ordenador que mostraba que los protones viajaban por todo el colisionador. Llevó menos de una hora guiar la corriente de partículas alrededor de su circuito inaugural del haz. A continuación, el CERN envió con éxito un haz de protones en sentido contrario a las agujas del reloj, tardando un poco más de una hora y media debido a un problema con la criogenización y el proceso de recorrido del circuito se completó a las 14:59.

#### Apagado por un incidente
El 19 de septiembre de 2008, se produjo un apagado del funcionamiento del colisionador en unos 100 imanes de flexión en los sectores 3.º y 4.º, debido a un fallo eléctrico que provocó una pérdida de una seis toneladas de helio líquido (el refrigerante criogénico de los imanes), que se escaparon a través del túnel del colisionador. El vapor que se escapó se expandió con fuerza explosiva dañando un total de 53 imanes superconductores y sus anclajes de sustentación, contaminando la tubería de vacío, que también pasó a estar inoperativa.
Poco después del incidente, el CERN informó que la causa más probable del problema era una conexión eléctrica defectuosa entre dos imanes y que, debido al tiempo necesario para calentar los sectores afectados y luego volver a enfriarlos a la temperatura de funcionamiento (recuérdese que el túnel debe ser enfriado casi a temperatura cercana al cero absoluto), tomaría al menos dos meses para arreglarlo. El CERN publicó un informe técnico provisional y un análisis preliminar del incidente los días 15 y 16 de octubre de 2008, respectivamente, y una investigación mucho más detallada el 5 de diciembre de 2008. El análisis del incidente por parte del CERN confirmó que un fallo eléctrico estaba en el origen del problema. La conexión eléctrica defectuosa había conducido a una interrupción de energía de los sistemas eléctricos que alimentan los imanes superconductores, pero también causó un arco eléctrico (o descarga) que dañó la integridad del contenedor del helio sobreenfriado y el aislamiento de vacío, lo que provocó que la temperatura y la presión del refrigerante aumentaran rápidamente más allá de la capacidad de seguridad del sistema para contenerlo y condujo a un aumento de la temperatura en aproximadamente 100 grados centígrados en algunos de los imanes afectados. La energía almacenada en los imanes superconductores y el ruido eléctrico inducido en otros detectores de enfriamiento también desempeñaron un papel en el rápido sobrecalentamiento. Alrededor de dos toneladas de helio líquido escaparon explosivamente antes de que los detectores activaran una parada de emergencia y otras cuatro toneladas se filtraron fuera después a una presión más baja. Un total de 53 imanes se vieron dañados en el incidente y fueron reparados o reemplazados durante la habitual interrupción de funcionamiento que se lleva a cabo durante el invierno. Este accidente fue discutido a fondo en un artículo de Ciencia y Tecnología de Superconductores del 22 de febrero de 2010 por el físico del CERN Lucio Rossi.
En las previsiones iniciales, antes de la puesta en marcha del LHC, se esperaba que las primeras colisiones "modestas" de alta energía en un centro del marco de impulso de energía de 900 GeV tuvieran lugar antes de finales de septiembre de 2008, y se esperaba que el LHC estuviera operando a 10 TeV para fines de 2008. Sin embargo, debido a la demora causada por el incidente mencionado, el colisionador no estuvo operativo hasta noviembre de 2009. A pesar de la demora, el LHC se inauguró oficialmente el 21 de octubre de 2008, en presencia de líderes políticos, ministros de ciencia de los veinte Estados miembros del CERN, funcionarios del mismo y miembros de la comunidad científica mundial.
La mayor parte de 2009 se empleó en reparaciones y revisiones de los daños causados por el incidente referido, junto con otras dos fugas de vacío identificadas en julio de ese mismo año, que no permitieron el inicio de nuevas operaciones en el colisionador hasta noviembre de 2009.

### Primera fase operativa (2009–2013)

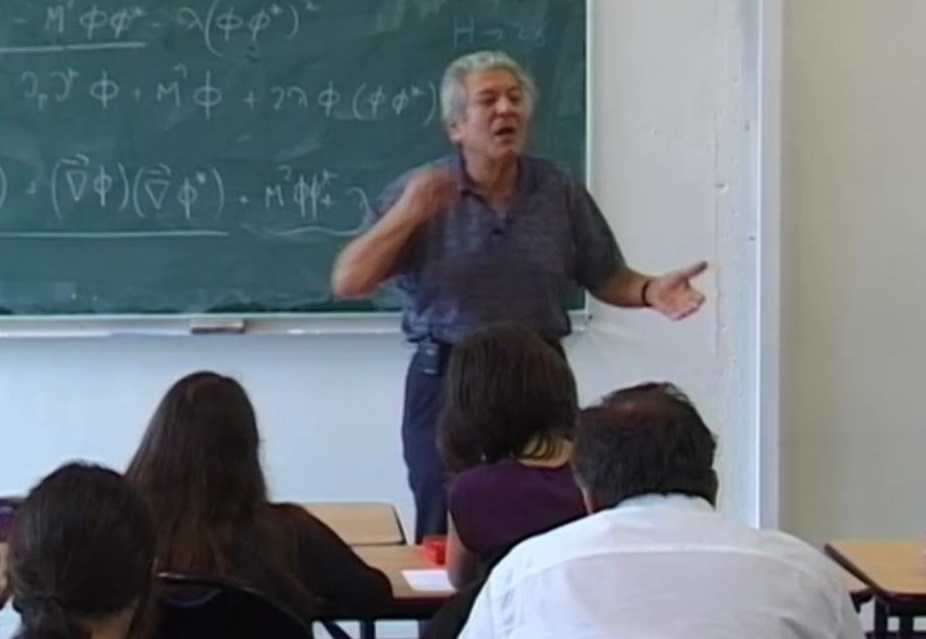
Seminario sobre física del LHC por John Iliopoulos (2009).

El 20 de noviembre de 2009, haces de baja energía circularon en el túnel por primera vez desde el accidente y, poco después, el 30 de noviembre, el LHC alcanzó 1,18 TeV por haz para convertirse en el acelerador de partículas de mayor energía del mundo, superando el registro máximo anterior sustentado hasta entonces por el Tevatron durante ocho años (con 0,98 TeV).
Durante la primera parte de 2010 se aumentó progresivamente la potencia y se llevaron a cabo los primeros experimentos de física con 3,5 TeV por haz. El 30 de marzo de 2010, el LHC estableció un nuevo récord de colisiones de alta energía al chocar haces de protones a un nivel de energía combinado de 7 TeV. El intento fue el tercero ese día, después de dos intentos fallidos en los que los protones tuvieron que ser "arrojados" fuera del colisionador. Esto también marcó el inicio del programa principal de investigación para el cual se había diseñado en origen el LHC.
El primer ensayo con éxito terminó el 4 de noviembre de 2010. Una puesta en marcha con iones de plomo comenzó el 8 de noviembre de 2010 y terminó el 6 de diciembre de ese año, permitiendo que el experimento ALICE estudie la materia en condiciones extremas similares a las que se produjeron poco después del Big Bang.
Originalmente, el CERN planeó que el LHC funcionara hasta finales de 2012, con un breve descanso a fines de 2011, para permitir un aumento en la energía del haz de 3,5 hasta los 4 TeV. A finales de 2012, se planeó cerrar el LHC hasta aproximadamente 2015 para permitir su actualización hasta una energía planificada de 7 TeV por haz. A finales de 2012, a la luz del descubrimiento del bosón de Higgs en julio de 2012, el cierre se pospuso durante algunas semanas hasta principios de 2013 para permitir obtener otros datos adicionales sobre dicho descubrimiento antes de la parada prevista.

### Primer apagado prolongado (2013–2015)

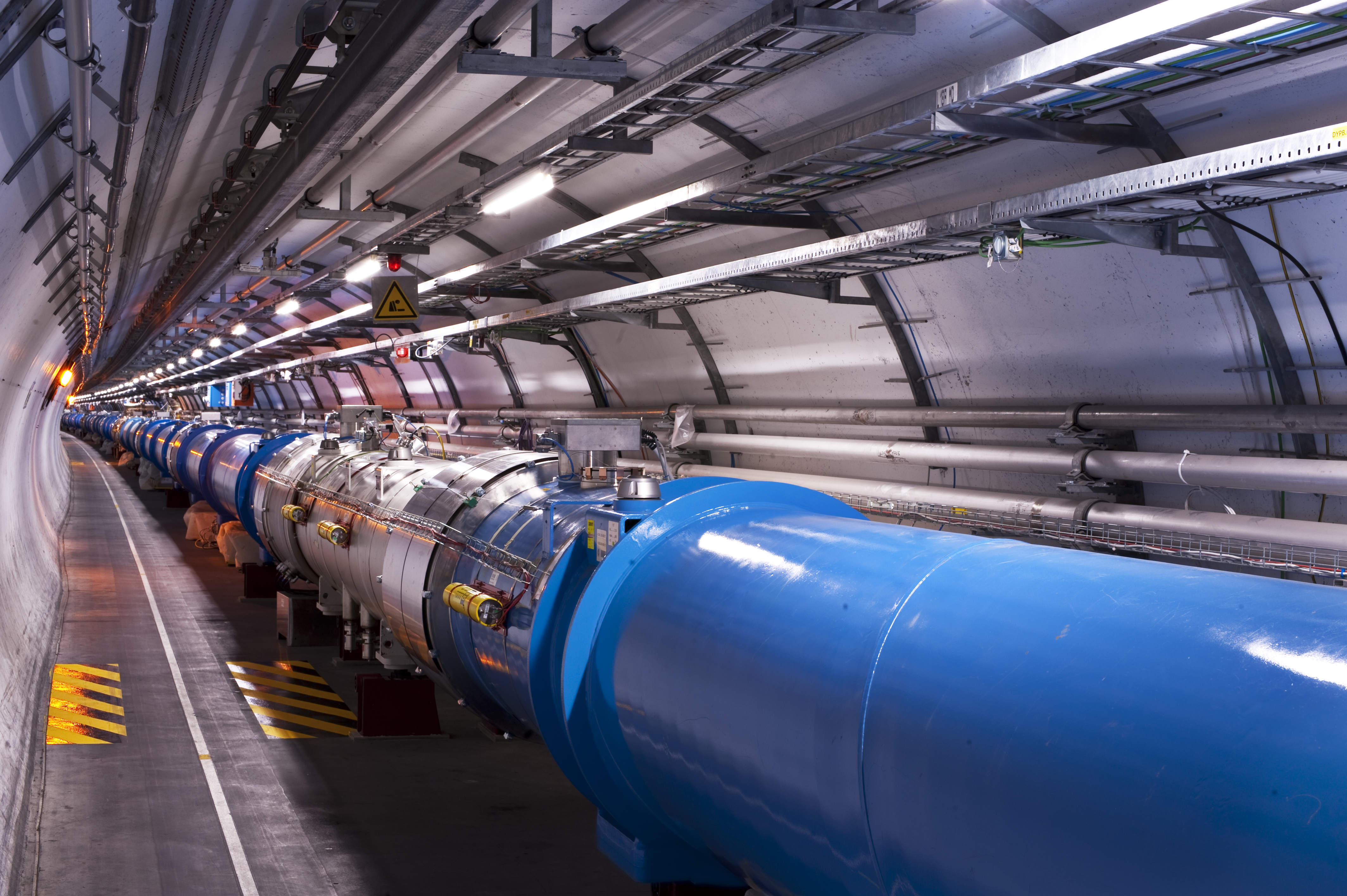
Una sección interior del LHC que muestra la sucesión de imanes superconductores que alojan en su interior los tubos por donde discurren los haces de protones

El LHC se clausuró el 13 de febrero de 2013 para su actualización prevista de 2 años, denominada Long Shutdown 1 (LS1), que tenía que ver con muchos aspectos iniciales del proyecto del LHC: permitir colisiones a 14 TeV, mejorando sus detectores y preaceleradores (el Proton Synchrotron y Super Proton Synchrotron), además de reemplazar su sistema de ventilación y 100 km de cableado deteriorado por colisiones de alta energía desde su primera puesta en funcionamiento. El colisionador actualizado comenzó su largo proceso de arranque y prueba de funcionamiento en 2014, con el Proton Synchrotron Booster a partir del 2 de junio de 2014, la interconexión final entre los imanes y las partículas del Proton Synchrotron en circulación el 18 de junio de 2014 y la primera sección del sistema principal de superimanes LHC, que alcanzó una temperatura de funcionamiento de 1,9 K (−271.25 °C) unos días después. Debido al lento progreso en el "entrenamiento" de los imanes superconductores, se decidió comenzar la segunda ejecución con una energía más baja de tan sólo 6,5 TeV por haz, que corresponde a una corriente de 11.000 amperios. Se informó finalmente que el primero de los principales imanes del LHC había sido "entrenado" con éxito antes del 9 de diciembre de 2014, mientras que la capacitación final de los otros sectores de imanes se terminó en marzo de 2015.

### Segunda Puesta en Funcionamiento (2015–2018)
El 5 de abril de 2015, el LHC se reinició después de un descanso de dos años, durante el cual los conectores eléctricos entre los imanes de flexión se actualizaron para manejar de manera segura la corriente requerida de 7 TeV por haz (14 TeV en la colisión). Sin embargo, los imanes de flexión solo fueron entrenados para manejar hasta 6,5 TeV por haz (13 TeV en total durante la colisión frontal), que se convirtió en la energía operativa útil desde 2015 a 2017. Dicha energía se alcanzó por primera vez el 10 de abril de 2015. Las mejoras culminaron en el momento en el que logró colisionar protones con una energía combinada de 13 TeV. El 3 de junio de 2015, el LHC comenzó a entregar datos informáticos de física de partículas después de casi dos años sin funcionamiento operativo. En los meses siguientes se usó para efectuar colisiones protón-protón, mientras que en noviembre la máquina cambió para realizar colisiones de iones de plomo y, finalmente, en diciembre comenzó el apagado habitual de invierno.
En 2016, los operadores de la máquina se centraron en aumentar la "luminosidad" de las colisiones protón-protón. El valor previsto en el diseño se alcanzó por primera vez el 29 de junio, y otras mejoras posteriores aumentaron la tasa de colisión en un 40% por encima del valor de diseño originalmente previsto. El número total de colisiones en 2016 excedió el número de la Fase 1 con energías cada vez más altas por colisión. El primer ciclo protón-protón fue seguido por cuatro semanas de colisiones protón-plomo.
En 2017, la luminosidad se incrementó aún más y alcanzó el doble del valor del diseño original. El número total de colisiones también fue mayor que en 2016.
El funcionamiento en 2018 comenzó el 17 de abril y se detuvo el 3 de diciembre, incluidas cuatro semanas de colisiones de núcleos de plomo contra plomo.

### Segunda Gran Parada de Funcionamiento (2018–2022 y el futuro próximo)
La denominada Long Shutdown 2 (LS2) comenzó el 10 de diciembre de 2018. El LHC y todo el complejo de aceleradores del CERN se hallaban en mantenimiento y se actualizaban progresivamente. El objetivo de las actualizaciones era implementar el proyecto del Colisionador de Hadrones Grandes de Alta Luminosidad (HL-LHC), que aumentará la luminosidad en un factor de 10. Se proyecta que el LS2 terminara en 2022, seguido de la Puesta en Funcionamiento número 3ª. El HL-LHC debería estar ya operativo en 2026. El cierre prolongado (LS3) hasta 2020 tuvo lugar antes de que se completara el proyecto HL-LHC.

### Tercera fase (2022- )
A las 12:16, hora local de Ginebra, del 22 de abril de 2022, dos haces de protones circularon en direcciones opuestas por el acelerador como prueba inicial de funcionamiento para verificar los cambios efectuados desde la última gran parada técnica en 2018 (LS2), cuatro años atrás. Impulsados por una inyección de energía inicial de 450 000 millones de electronvoltios, que irá aumentando a medida que se comprueba que el sistema funciona correctamente. Era el inicio de las pruebas de la Tercera Gran Puesta en marcha del LHC, aunque todavía quedaban meses para que de nuevo el gran colisionador entrara en funcionamiento programado normal, previsto inicialmente para 2022.

## Cronología de operaciones
| Fecha         | Evento |
| ------------- | --- |
| 10-09-2008    | El CERN disparó por etapas con éxito los primeros protones en el circuito del túnel. |
| 19-09-2008    | Se produjo un accidente de amortiguación magnética en alrededor de 100 imanes de flexión en los sectores 3.º y 4.º, causando una pérdida de aproximadamente 6 toneladas de helio líquido. |
| 30-09-2008    | Se tenía prevista la primera colisión, pero fue pospuesta por el accidente. |
| 16-10-2008    | El CERN dio a conocer un análisis preliminar del incidente. |
| 21-10-2008    | Inauguración oficial. |
| 05-12-2008    | El CERN publicó un análisis detallado del accidente. |
| 29-10-2009    | El LHC reanudó su operación a 3,5 TeV por haz. |
| 20-11-2009    | El LHC reinicia sus operaciones. |
| 23-11-2009    | Los cuatro detectores captan las primeras colisiones a 450 GeV. |
| 30-11-2009    | El LHC rompe el récord en ser el acelerador de partículas más potente del mundo, creando colisiones a 2,36 TeV (1,18 TeV por haz). |
| 16-12-2009    | El LHC es apagado para realizar en él los ajustes necesarios para que pueda funcionar a 7 TeV. |
| 28-02-2010    | El LHC reanuda sus actividades, haciendo circular dos haces de partículas en sentido contrario con una energía de 450 GeV por haz. |
| 19-03-2010    | El LHC alcanza un nuevo récord haciendo circular los dos haces de protones, cada uno a 3,5 TeV. |
| 30-03-2010    | El LHC inicia con éxito las colisiones de partículas a 7 TeV (3,5 TeV por haz). Se mantendría así hasta finales de 2011, para realizar los ajustes necesarios para ponerlo a funcionar a toda potencia (14 TeV). |
| 18-09-2010    | Se clausura la junta de miembros del CERN, anunciándose que se pospondrá el experimento a 14 TeV para 2016. |
| 08-11-2010    | El Gran Colisionador de Hadrones (LHC) recreó con gran éxito un "mini Big Bang" provocado por el choque de iones, según anunció el Centro Europeo de Física Nuclear (CERN, por sus siglas en francés). |
| 04-07-2012    | El 4 de julio de 2012 se presentaron en el CERN los resultados preliminares de los análisis conjuntos de los datos tomados por el LHC en 2011 y 2012. Los dos principales experimentos del acelerador (ATLAS y CMS) anunciaron la observación de una nueva partícula «compatible con el bosón de Higgs», con una masa de unos 125 GeV/c2. |
| 13-09-2012    | Tienen lugar por primera vez en el LHC colisiones entre protones e iones de plomo. |
| 13-02-2013    | Se para el colisionador durante 20 meses para emprender diversas obras de reparación y mejoras. |
| 07-03-2015    | Pruebas de funcionamiento en la Segunda Puesta en Marcha envían protones hacia los detectores LHCb y ALICE. |
| 05-04-2015    | Ambos haces circularon en el colisionador. Cuatro días más tarde, se logró un nuevo récord de energía 6,5 TeV por protón. |
| 20-05-2015    | Colisionan en el LHC dos haces de protones a una energía récord de 13 TeV. |
| 03-06-2015    | Inicio de la entrega de los datos de física después de casi dos años fuera de servicio para la nueva puesta en marcha. |
| 04-11-2015    | Fin de colisiones de protones en el año 2015 e inicio de los preparativos para las colisiones de iones. |
| 25-11-2015    | Colisiones de los primeros iones en una energía récord de más de 1 PeV (1015 eV) |
| 13-12-2015    | Fin de la colisiones de iones de 2015 |
| 23-04-2016    | Comienza la toma de datos del año 2016 |
| 20-06-2016    | El LHC alcanza una luminosidad de 1,0 x 1034 cm-2 s-1, su valor de diseño. Otras mejoras durante el año aumentaron la luminosidad a un 40% por encima del valor de diseño. |
| 29-02-2017    | El Gran Colisionador de Hadrones vuelve a su funcionamiento y el equipo utilizará experimentos para probar nuevos ajustes ópticos, lo que proporciona el potencial para una luminosidad aún mayor de 45 fb-1 y más colisiones. Durante las primeras semanas solamente, unos pocos racimos de partículas estarán circulando en el LHC para depurar y validar la máquina. Los racimos aumentarán gradualmente durante las próximas semanas hasta que haya suficientes partículas en la máquina para iniciar las colisiones y comenzar a recopilar datos físicos. |
| 18-04-2017    | Nuevos resultados largamente esperados sobre una decadencia particular de mesones B0 producidos en el Gran Colisionador de Hadrones. |
| 24-05-2017    | Comienzo de las colisiones protón-protón 2017. Durante 2017 la luminosidad aumentó al doble de su valor de diseño. |
| 10-11-2017    | Fin del período regular de colisiones protón-protón 2017. |
| 17-04-2018    | Comienzo de las colisiones protón-protón 2018. |
| 12-11-2017    | Final de las operaciones de protones de 2018 en el CERN. |
| 03-12-2018    | Prueba de colisiones con iones de plomo de 2018. |
| 10-12-2018    | Final de la colisiones de iones de plomo de 2018. Fin de la operación de física de 2018 e inicio de la Segunda Gran Parada (LS2). |
| 22-04-2022    | Pruebas iniciales para la tercera gran puesta en marcha prevista en 2022. A las 12:16, hora local en el CERN, dos haces de protones circularon en direcciones opuestas por el acelerador, impulsados por una energía de 450 000 millones de electrovoltios, que irá aumentando a medida que se comprueba que el sistema funciona correctamente. |
| 05-07-2022    | Inicio de la gran puesta en marcha prevista en 2022. El acelerador está ya funcionando y preparado para alcanzar energías de 6,8 TeV por haz, que suman un total de 13,6 TeV de energía en cada colisión. Además, la mejora y rediseño de los detectores ATLAS, CMS, LHCb y ALICE permitirá detectar un número mucho mayor de colisiones entre protones y los subproductos generados. Según el físico teórico del CERN Michelangelo Mangano, en esta nueva 3.ª Fase: "Estamos expectantes de las medidas del decaimiento del bosón de Higgs hacia partículas de segunda generación como los muones. Esto será un resultado enteramente nuevo en la saga del bosón de Higgs, confirmando por primera vez que las partículas de segunda generación (los quarks encantado y extraño, el muón y el neutrino muónico) también obtienen masa a través del mecanismo de Higgs." Al margen, entre otros objetivos, se espera que con el incremento en la potencia de las colisiones se pueda obtener resultados sobre qué partículas componen la materia oscura, la discrepancia observada entre la predicción teórica de la masa del bosón W y la calculada recientemente por el Tevatrón, que discrepa de la teoría predicha por la física de partículas, así como el descubrimiento de posibles nuevas partículas que permitan un mejor entendimiento del modelo estándar o de la necesidad de modificarlo en el intento de buscar nueva física teórica. |
| 20-12-2022    | La supuesta anomalía del mesón B, descubierta en 2014, que llegó en su momento a alcanzar un nivel de 3 sigma, ha quedado completamente descartada gracias a los últimos resultados del experimento LHCb en el CERN. La realidad es que los electrones y los muones sí se producen al mismo ritmo, exactamente como predice el Modelo estándar de la física de partículas. El físico Renato Quagliani anunció durante un seminario que el LHCb confirmaba mediante dos estudios prepublicados en arXiv de la Universidad de Cornell que no existía discrepancia alguna entre la producción de electrones y muones, lo cual invalida definitivamente la anomalía predicha desde 2014. Es un paso más que consolida si cabe más todavía la física oficialmente predicha matemáticamente por el Modelo Estándar y, de algún modo, retrasa el descubrimiento de una nueva Física que explique fenómenos aún no conocidos. |
| 21-12-2022    | El detector LHCb del Gran Colisionador de Hadrones del CERN confirma la universalidad leptónica del modelo estándar en las desintegraciones de los quarks bottom gracias a que se han mejorado las técnicas de identificación de partículas para lograr una señal más pura (en análisis previos algunos hadrones se pudieron identificar de forma errónea como electrones). Además se ha usado una nueva estimación de los sucesos de fondo (background) que mejora la sensibilidad a los leptones por unidad de luminosidad. Esto supone reafirmar aún más la fortaleza actual del Modelo estándar de la física de partículas después de 50 años, cuando los resultados obtenidos por los experimentos coinciden perfectamente en la práctica con la masa predicha hace mucho tiempo por la teoría para el quark bottom. |
| 24-03-2023    | El detector ATLAS confirma una leve tensión en la sobreproducción de pares de quarks top con un bosón W. No se comprende aún el porqué se producen más cantidad de antipares quark top-antiquark top junto con un bosón W, pero este fenómeno rompe las predicciones matemáticas predichas para dicho fenómeno previstas por el Modelo estándar de la física de partículas. |
| 22/26-05-2023 | Los detectores ATLAS y CMS informan cómo se unieron para encontrar la primera evidencia del extraño proceso en el que el bosón de Higgs se descompone en un bosón Z y un fotón, en vez de dos fotones. El modelo estándar predice que debido a la masa del bosón de Higgs hay una probabilidad del 0,15 % de que este bosón se descompondrá en un bosón Z y un fotón. Sin embargo, durante la Segunda Fase de funcionamiento (2015-2018) las colisiones permitieron obtener este tipo peculiar de desintegración del Higgs en el 6,6% de los casos. El resultado tiene aún una significación de 3,4 sigma, que está por debajo del requisito de 5 desviaciones estándar para verificar una observación como cierta, pero de ello se deduce que hay un proceso que no coincide con el modelo estándar y debe ser analizado en profundidad por sus implicaciones en una "nueva" física de partículas. |
| 21-07-2023    | Según ha publicado el CERN, gracias a una mejor calibración instrumental y a la suma del conjunto de datos recogidos durante la 2ª Fase en funcionamiento del LHC (2015-2018) y, fundamentalmente, a las mejoras operacionales del detector ATLAS, se ha podido precisar con mucha mayor certidumbre la masa del bosón de Higgs con una exactitud del ± 0,09% de error, quedando establecida oficialmente en 125,11 GeV. |
| 25-09-2023    | En un artículo presentado a Nature Physics, se describe cómo se ha utilizado el bosón Z, el portador eléctricamente neutro de la fuerza débil, para determinar la intensidad de la fuerza fuerte con una incertidumbre sin precedentes inferior al 1%. ATLAS se centró en desintegraciones del bosón Z claramente seleccionadas en dos leptones (electrones o muones) y midió el impulso transversal del bosón Z a través de sus productos de desintegración. Una comparación de estas mediciones con predicciones teóricas permitió a los investigadores determinar con precisión que la constante de acoplamiento fuerte en la escala de masa del bosón Z era 0,1183 ± 0,0009. Con una incertidumbre relativa de sólo el 0,8%. |
| 24-09-2024    | En un seminario presentado en la sala de conferencias TH del CERN el pasado 24 de septiembre se describe cómo gracias al experimento denominado NA62 se ha conseguido una primera observación experimental de la extraordinariamente rara desintegración de un kaón cargado en un pión cargado y un par neutrino-antineutrino. Según el Modelo Estándar de la Física, apenas uno de cada 10.000 millones de kaones se desintegran de esta manera. El experimento NA62 ha sido diseñado y construido para medir esta rarísima excepción. Gracias al Super Sincrotón de Protones se ha podido detectar una extrañísima circunstancia prácticamente imposible de detectar y que abre una nueva ventana a la posibilidad de una perspectiva en física nuclear. El objetivo descubierto en 2021-2022 ha sido publicado y confirmado en 2024. |
| 28-03-2025    | El exceso de producción de pares top-antitop se encuentra justo en el umbral de energía para su creación. Esta coincidencia energética sugiere que no estamos ante una desintegración común de un bosón, sino quizás ante la aparición de una nueva forma de estado ligado: el toponio. El toponio —una unión efímera de un quark top con su antipartícula— se consideraba teóricamente posible pero prácticamente indetectable. El quark top decae tan rápido que no se esperaba que tuviera tiempo suficiente para formar una unión. Sin embargo, nuevos datos están obligando a revisar esa suposición. CMS, sin embargo, ofrece una estimación concreta: “La sección eficaz obtenida para una hipótesis simplificada de producción de toponio es de 8,8 picobarns con una incertidumbre del 15 %”. Esta cifra supera el umbral estadístico necesario para considerarse una observación válida, y no una simple fluctuación. Así, el toponio sería algo nunca visto: el hadrón más pequeño jamás detectado. Su tamaño podría ser incluso menor al del bottomonio, que mide unas 0,4 femtómetros. |
| 16-07-2025    | Hasta ahora la predominancia de materia sobre la antimateria o violación de la simetría o violación de carga-paridad CP, conocida desde 1965, se había medido gracias al estudio de los mesones, partículas compuestas de un quark y un antiquark. Por primera vez el CERN ha podido establecer esta asimetría gracias a los bariones estudiados durante años en el LHCb cuando chocan protones entre sí. Este choque produce más elementos en el rango de la materia que de la antimateria. Estudios muy precisos confirman que se rompe la paridad y que la asimetría es evidente. Han sido necesarios más de 12 años de estudios sistemáticos para constatarlo, según ha sido publicado en la revista Nature. |

## Hallazgos y descubrimientos
Un enfoque inicial de la investigación fue analizar la posible existencia del bosón de Higgs, una parte clave del Modelo estándar de la física de partículas, que se predice por la teoría, pero que aún no se había observado antes debido a su gran masa y naturaleza evasiva. Los científicos del CERN estimaron que, si el Modelo Estándar fuera correcto, el LHC produciría varios bosones de Higgs cada minuto, permitiendo a los físicos finalmente confirmar o refutar la existencia del bosón de Higgs. Además, el LHC permitió la búsqueda de partículas supersimétricas y otras partículas hipotéticas como posibles áreas aún desconocidas de la física subatómica. Algunas extensiones del modelo estándar predicen partículas adicionales, como los bosones de calibre W' y Z' pesados, que también se estima que están al alcance de la capacidad intrínseca del LHC, pero que aún están por descubrir.

### Primera fase (datos tomados de 2009 a 2013)
Los primeros resultados físicos del LHC, que involucraron 284 colisiones, que tuvieron lugar en el detector ALICE, se publicaron el 15 de diciembre de 2009. Se publicaron los resultados de las primeras colisiones protón-protón a energías superiores a las colisiones protón-antiprotón Tevatron de Fermilab, gracias a la colaboración del detector CMS a principios de febrero de 2010, produciendo un conjunto de hadrones cargados mayor de lo previsto.
Después del primer año de recopilación de datos, gracias a las colisiones experimentales del LHC, se comenzaron a publicar los resultados preliminares sobre búsquedas de una nueva física más allá del Modelo Estándar en las colisiones protón-protón. No se detectó evidencia de nuevas partículas en los datos recopilados en 2010. Como resultado, se establecieron límites en el espacio de parámetros permitido de varias extensiones del Modelo estándar, como los modelos con grandes dimensiones adicionales o versiones restringidas del Modelo estándar supersimétrico mínimo y otros.
El 24 de mayo de 2011, se informó que el plasma quark-gluón (la materia más densa que se cree que existe además de los agujeros negros) había podido ser creado finalmente en el LHC.

Un diagrama de Feynman de una forma en que el bosón de Higgs se puede producir en el LHC. Aquí, dos quarks emiten cada uno un bosón W (o Z), que se combinan para formar un bosón de Higgs neutro que termina por desaparecer en millónesimas de segundo, dado que se trata únicamente de una perturbación temporal en el campo de Higgs, pero suficiente para poder ser registrado en los detectores y poder ser medida su masa. A su vez, una vez extinguido el consiguiente bosón tras una millonésima de fracción de segundo, se obtiene como producto final estable dos fotones, en vez de reconstituir ambos quarks iniciales, con una conservación idéntica a la energía del comienzo.

Entre julio y agosto de 2011, los resultados de las búsquedas del bosón de Higgs y de otras partículas exóticas, basados en los datos recopilados durante la primera mitad de la carrera de 2011, se presentaron en varias conferencias en Grenoble y Bombay. En la última conferencia se informó que, a pesar de los indicios de una señal del bosón de Higgs en datos anteriores, los detectores ATLAS y CMS excluyen (con un nivel de confianza del 95% utilizando el método CL) la existencia de un bosón de Higgs con las propiedades predichas por el Modelo Estándar sobre la mayor parte de la región con una masa entre 145 y 466 GeV. Las búsquedas de nuevas partículas tampoco produjeron señales, lo que permitió restringir aún más el espacio de parámetros de varias extensiones del Modelo Estándar, incluyendo sus extensiones supersimétricas.
El 13 de diciembre de 2011, el CERN informó que el bosón de Higgs predicho por el Modelo Estándar, si existía, era más probable que tuviera una masa restringida en el rango de 115–130 GeV. Tanto los detectores CMS como ATLAS también habían mostrado picos de intensidad en el rango de 124-125 GeV consistentes con el ruido de fondo o con la observación del bosón de Higgs.
El 22 de diciembre de 2011, se informó que se había observado una nueva partícula compuesta: el estado del bottomonio χ b (3P).
El 4 de julio de 2012, los equipos de CMS y ATLAS anunciaron el descubrimiento de un bosón en la región de masas alrededor de 125–126 GeV, con un valor estadístico al nivel de 5 sigma cada uno. Esto cumple con el nivel formal requerido para anunciar una nueva partícula. Las propiedades observadas fueron consistentes con el bosón de Higgs, pero los científicos fueron cautelosos en cuanto a si se identificaba formalmente como el bosón de Higgs, en espera de un análisis adicional. El 14 de marzo de 2013, el CERN anunció finalmente la confirmación de que la partícula observada era de hecho el bosón de Higgs que anteriormente se había predicho.
El 8 de noviembre de 2012, el equipo de LHCb informó sobre un experimento visto como una prueba "esencial" de las teorías de la supersimetría en física, midiendo la rarísima decadencia de un mesón en dos muones. Los resultados, que coinciden con los pronosticados por el Modelo Estándar no supersimétrico (en lugar de las predicciones de muchas ramas de la supersimetría), muestran que las desintegraciones son menos comunes que en algunas formas de predicción de la supersimetría, aunque aún podrían coincidir con las predicciones de otras versiones de la teoría de la supersimetría. Se explica que los resultados, tal como fueron analizados inicialmente, no son suficientes, pero tienen un nivel de significación relativamente alto de hasta 3,5 sigma. El resultado fue confirmado más tarde mediante la colaboración del CMS.
En agosto de 2013, el equipo del LHCb reveló una anomalía en la distribución angular de los productos de descomposición del mesón B que el Modelo estándar no podía predecir. Esta anomalía tenía una certeza estadística de 4,5 sigma, justo por debajo de 5 sigma que era necesario para ser reconocido oficialmente como un descubrimiento. Se desconoce cuál es la causa de esta anomalía, aunque se ha sugerido que el bosón Z' puede ser un posible candidato como origen del mismo.
El 19 de noviembre de 2014, el experimento LHCb anunció el descubrimiento de dos nuevas partículas subatómicas pesadas, 
Ξ ' -
b y
Ξ ∗ -
b . Ambos son bariones que se componen de tres quarks: un quark bottom, un quark down y un quark strange. Son estados excitados de fondo del conocido como Barión Xi.
La colaboración de LHCb ha observado múltiples hadrones exóticos, posiblemente pentaquarks o tetraquarks, entre los datos obtenidos en el desarrollo de la Fase 1. El 4 de abril de 2014, la colaboración confirmó la existencia del candidato al tetraquark Z (4430) con una probabilidad de más de 13,9 sigma. El 13 de julio de 2015, se informaron resultados consistentes con los estados del pentaquark en la descomposición de los bariones Lambda inferiores (Λ 0 b).
El 28 de junio de 2016, se anunció la existencia de cuatro partículas de tipo tetraquark que se descomponen en un mesón J / ψ y φ, solo una de las cuales estaba predicha y bien establecida con anterioridad (X (4274), X (4500) y X (4700) y X (4140) ).
En diciembre de 2016, el detector ATLAS permitió presentar una medición de la masa del bosón W investigando la precisión de los análisis realizados en el Tevatron.

### Segunda Fase (2015-2018)
En la conferencia EPS-HEP en julio de 2015, los investigadores presentaron las primeras medidas de sección transversal obtenidas gracias a varias partículas con las energías de colisión más altas conseguidas hasta ese momento.
El 15 de diciembre de 2015, los experimentos ATLAS y CMS informaron de una serie de resultados preliminares para búsquedas concretas de física elemental de partículas, supersimetría (SUSY) de Higgs y búsquedas exóticas utilizando datos de colisión de protones de 13 TeV. Ambos experimentos vieron un exceso moderado alrededor de 750 GeV en el espectro de masa invariante de dos fotones, pero los experimentos no confirmaron la existencia de la partícula hipotética en un informe de agosto de 2016.
En julio de 2017, se mostraron muchos análisis basados en el gran conjunto de datos recopilados en 2016. Las propiedades del bosón de Higgs se estudiaron con más detalle y se mejoró la precisión de muchos otros resultados.
El 18 de mayo de 2022, con los datos obtenidos durante estos últimos cuatro años de la Segunda Fase de funcionamiento, el CERN ha publicado en la revista Nature que, por fin, se ha podido constatar la observación directa del efecto del cono muerto en cromodinámica cuántica. Además, a través de este experimento, será posible aproximarse a fijar con mucha mayor precisión la masa real del quark charm (o quark encantado). Según el artículo de Nature, en los experimentos con colisionadores de partículas, en las interacciones de las partículas elementales con una gran transferencia de cantidad de movimiento se producen quarks y gluones (conocidos como partones) cuya evolución se rige por la fuerza fuerte, tal como se describe en la teoría de la cromodinámica cuántica (QCD). Estos partones posteriormente emiten más partones en un proceso que puede describirse como una lluvia de partones, que culmina en la formación de hadrones detectables (protones, neutrones, piones, etc.). Se esperaba que este patrón dependiera de la masa del partón inicial, a través de un fenómeno conocido como efecto del cono muerto, que predecía una supresión en forma de cono del espectro de gluones emitido por un quark pesado de masa mQ y energía E, dentro de un cono de tamaño angular mQ/E'', alrededor del emisor. Aunque formulada la teoría que predecía el efecto del cono muerto hace más de 30 años atrás, anteriormente no había sido posible una observación directa debido al desafío de reconstruir la lluvia de los quarks y gluones en cascada a partir de los hadrones producidos experimentalmente. Ahora, el CERN, gracias al detector ALICE, ha permitido la observación directa del efecto del cono muerto predicho por la cromodinámica cuántica mediante el uso de nuevas técnicas iterativas de desagrupamiento para reconstruir la lluvia de partones, en concreto del quark charm. Además, la medición del ángulo del cono muerto constituye una observación experimental directa de una masa distinta de cero del quark charm, que era una constante fundamental ya predicha en el modelo estándar de la física de partículas. La representación gráfica en detalle de todo el proceso antes mencionado puede verse en una de las ilustraciones publicadas por el CERN en la citada revista científica.
Aunque se ha anunciado una vez iniciada la tercera puesta en marcha del LHC, entre los descubrimientos realizados antes de finalizar la Segunda Fase y que han sido publicados con fecha 5 de julio de 2022, el Centro Europeo de Física de Partículas (CERN) ha añadido tres nuevos miembros "exóticos" a la lista de partículas compuestas ya descubiertas con anterioridad y de las que se presuponía su existencia, si bien no existía confirmación oficial de las mismas hasta la verificación de los datos recogidos por un equipo internacional que ha estudiado los resultados almacenados y analizados gracias al detector LHCb. En este caso, se trata de un nuevo tipo posible de pentaquark y un par nuevo de tetraquarks, de uno de los cuales ni siquiera se presuponía su existencia teórica. Estos nuevos hadrones exóticos (recordemos que hadrón es todo partícula compuesta por quarks, como, por ejemplo, los protones o neutrones, que constan de tres quarks y que componen los núcleos atómicos estables), pueden formarse por la unión de varios quarks y antiquarks de los posibles diferentes "sabores" posibles (up, down, charm, strange, top y bottom). Hasta ahora se conocen mesones (formados por un determinado tipo de quark y su antipartícula correspondiente, dando lugar a los piones), triquarks estables (como los mencionados protones y neutrones, que sólo se pueden formar mediante quarks up y down y que conforman los bariones, que es como se designa a los hadrones que a su vez son fermiones), y hadrones exóticos tetraquarks y pentaquarks. Si bien ya se conocía la existencia teórica de tetraquarks y de pentaquarks desde hace muchos años atrás, son mucho más escurridizos, más complejos de formarse durante el proceso de la colisiones dentro de los detectores y más difíciles de verificar y de detectar como partículas compuestas dada su corta existencia, debido a que se desintegran en millonésimas de segundo, por su inestabilidad intrínseca, en otras partículas individuales más ligeras. De hecho, todavía hay físicos que dudan de su existencia real y piensan que son formas inestables de transición entre los hadrones estables y sus posibles formaciones o desintegraciones. Para más información detallada sobre esta discusión teórica, léanse los artículos sobre los piones, los tetraquarks y los pentaquarks.

### Tercera fase (2022- )
Inicio de la gran puesta en marcha prevista en 2022. El acelerador está ya funcionando y preparado para alcanzar energías de 6,8 TeV por haz, que suman un total de 13,6 TeV de energía en cada colisión. Además, la mejora y rediseño de los detectores ATLAS, CMS, LHCb y ALICE permitirá detectar un número mucho mayor de colisiones entre protones y los subproductos generados, buscando, entre otros objetivos, explicar cómo el campo de Higgs puede explicar la masa resultante de las partículas materiales que componen la conocida como 2.ª Generación (los quarks encantado y extraño, el muon y el neutrino muónico). Al margen, entre otros objetivos, se espera que con el incremento en la potencia de las colisiones se pueda obtener resultados sobre qué partículas componen la materia oscura, la discrepancia observada entre la predicción teórica de la masa del bosón W y la calculada recientemente por el Tevatrón, que discrepa de la teoría predicha por la física de partículas, así como el descubrimiento de posibles nuevas partículas que permitan un mejor entendimiento del modelo estándar o de la necesidad de modificarlo en el intento de buscar una nueva física teórica que se ajuste mejor a los resultados prácticos que difieren de las predicciones.
Desde su nueva puesta en marcha el 5 de julio de 2022 se están estudiando las medidas del decaimiento del bosón de Higgs hacia partículas de segunda generación como los muones. Esto será un resultado enteramente nuevo en la saga del bosón de Higgs, confirmando por primera vez que las partículas de segunda generación como son los quarks encantado y extraño, el muón y el neutrino muónico también obtienen masa a través del mecanismo de Higgs. Al margen, entre otros objetivos, se espera que con el incremento en la potencia de las colisiones se pueda obtener resultados sobre qué partículas componen la materia oscura, la discrepancia observada entre la predicción teórica de la masa del bosón W y la calculada recientemente por el Tevatrón, que discrepa de la teoría predicha por la física de partículas, así como el descubrimiento de posibles nuevas partículas que permitan un mejor entendimiento del modelo estándar o de la necesidad de modificarlo en el intento de buscar nueva física teórica.
El 18 de diciembre de 2022 ha permitido descartar definitivamente la supuesta anomalía del mesón B, "descubierta" en 2014, que llegó en su momento a alcanzar un nivel de 3 sigma. Los últimos experimentos en el colisionador LHCb han permitido establecer que, en realidad, los electrones y los muones sí se producen al mismo ritmo, exactamente como predecía en principio el Modelo estándar de la física de partículas. El físico Renato Quagliani anunció durante un seminario que el LHCb confirmaba mediante dos estudios prepublicados en arXiv de la Universidad de Cornell que no existía discrepancia alguna entre la producción de electrones y muones, lo cual invalida definitivamente la anomalía predicha desde 2014. Es un paso más que consolida si cabe más todavía la física oficialmente predicha matemáticamente por el Modelo Estándar y, de algún modo, retrasa el descubrimiento de una nueva Física que explique fenómenos aún no conocidos.
El 21 de diciembre de 2022, el detector LHCb del Gran Colisionador de Hadrones del CERN confirma la universalidad leptónica del modelo estándar en las desintegraciones de los quarks bottom gracias a que se han mejorado las técnicas de identificación de partículas para lograr una señal más pura (en análisis previos algunos hadrones se pudieron identificar de forma errónea como electrones). Además se ha usado una nueva estimación de los sucesos de fondo (background) que mejora la sensibilidad a los leptones por unidad de luminosidad. Esto supone reafirmar aún más la fortaleza actual del Modelo estándar de la física de partículas después de 50 años, cuando los resultados obtenidos por los experimentos coinciden perfectamente en la práctica con la masa predicha hace mucho tiempo por la teoría para el quark bottom.
El 24 de marzo de 2023, en la conferencia Moriond se presentaron dos colaboraciones de los detectores ATLAS y CMS del CERN en los que se puede afirmar ya con total certidumbre que en las colisiones habituales se pueden producir simultáneamente juntos cuatro quarks top. La observación de ATLAS con 6,1 sigma y de CMS con 5,5 sigma (ambas más altas que las inicialmente previstas y muy por encima del nivel requerido) permiten asegurar la existencia de este fenómeno. Hay una variedad de formas de producir un quark top: comúnmente, se observan en pares de quarks y antiquarks, y ocasionalmente solos. De acuerdo con la teoría del Modelo estándar de la física de partículas, se pueden producir cuatro quarks top, que consisten en dos pares de quarks top-antiquarks top, simultáneamente. Sin embargo, se había previsto que la tasa de producción fuera 70.000 veces menor que la de los pares top quark-antiquark top, lo que hace que la producción de cuatro quarks top sea difícil de alcanzar y de detectar. ATLAS había encontrado previamente pruebas de este fenómeno en 2020 y 2021, y CMS en 2022. Cada quark top se descompone en un bosón W y un quark bottom. El bosón W puede entonces decaer en un leptón cargado y en un neutrino o en un par quark-antiquark. Esto significa que la firma de los eventos de cuatro quarks top puede ser muy variada. Para ayudar a buscar estos eventos, tanto ATLAS como CMS utilizaron técnicas novedosas de aprendizaje automático para construir los algoritmos que seleccionan eventos que pueden ser candidatos reales. El proceso, hallado ya inicialmente durante la Segunda Fase se ha confirmado ahora en la Tercera Fase y se seguirá investigando intensivamente.
Igualmente, el 24 de marzo de 2023, se hizo público a través de la revista Arxiv, publicada por la Universidad de Cornell, la primera observación directa fiable y verificada (por encima de 16 sigma) de neutrinos muónicos colisionando con el pequeño detector FASER en el LHC. Estos neutrinos y antineutrinos, con una energía en torno a 200 GeV, son la primera detección verificada entre los cientos de millones de eventos recogidos desde 2021 durante la Segunda Fase en la colisión entre protones analizados en el detector ATLAS, lo que significa que son con total seguridad los primeros neutrinos detectados producidos artificialmente de forma controlada (y no de fuentes externas ajenas al colisionador de hadrones del CERN).
El quark top se descubrió hace casi 30 años en el colisionador Tevatron midiendo una débil señal de producción de pares top-antitop (ttbar) en colisiones protón-antiprotón. Hoy en día, ttbar ya no es una señal infrecuente y el LHC produjo más de 200 millones de pares ttbar durante la Segunda Fase del LHC (2015-2018). En cambio, los investigadores del experimento ATLAS se están centrando en señales mucho más raras, como la producción de pares de quarks top junto con un bosón W ± (ttW). Este proceso representa solo 1 de cada 1 000 eventos ttbar. Además de ser interesante por derecho propio, la producción de ttW es un importante proceso de fondo en varios análisis clave de ATLAS, incluida la producción de pares quark top con un bosón de Higgs (ttH, que investiga la relación entre estas partículas pesadas) y la producción simultánea de cuatro quarks top (lo que ofrece una ventana a la física potencial más allá del modelo estándar). Curiosamente, todas las mediciones de la tasa ttW inclusiva (o sección transversal ) realizadas por ATLAS y CMS han mostrado una sobreabundancia de datos en comparación con las predicciones teóricas. Si bien una comprensión completa de la tensión ttW hasta ahora ha eludido a los físicos, ofrece un banco de pruebas útil para los efectos sutiles que surgen de la cromodinámica cuántica (que describe las interacciones que unen a los quarks). Los quarks top pueden decaer en leptones, que tienden a alejarse del punto de colisión preferentemente en la dirección del haz de protones entrante (asimetría leptónica). A pesar de las abundantes tasas de ttbar, medir la asimetría leptónica en el LHC es un gran desafío debido a la simetría de las colisiones protón-protón. Sin embargo, los estudios de ttW brindan la oportunidad de hacer precisamente eso, ya que esta asimetría se ve reforzada por la producción del bosón W junto con el par ttbar.
Los detectores ATLAS y CMS han informado el 22 de mayo de 2023 cómo se unieron para encontrar la primera evidencia del extraño proceso en el que el bosón de Higgs se descompone en un bosón Z y un fotón, en vez de dos fotones. El modelo estándar predice que debido a la masa del bosón de Higgs hay una probabilidad del 0,15 % de que este bosón se descompondrá en un bosón Z y un fotón. Sin embargo, durante la Segunda Fase de funcionamiento (2015-2018) las colisiones permitieron obtener este tipo peculiar de desintegración del Higgs en el 6,6% de los casos, gracias a que se producían dos electrones o dos muones durante el proceso casi infinitesimal de desintegración del Higgs, en vez de los fotones previstos. El resultado tiene aún una significación de 3,4 sigma, que está por debajo del requisito de 5 desviaciones sigma para verificar una observación como cierta, pero de ello se deduce que hay un proceso que no coincide con el Modelo estándar de la física de partículas y debe ser analizado en profundidad por sus implicaciones en una "nueva" Física, sobre todo teniendo en cuenta que el campo de Higgs da masa a todas las partículas, incluyendo el mismo bosón en sí.
A la 01:00:17 del día 17 de julio de 2023 los haces del LHC se interrumpieron debido a un enclavamiento de radiofrecuencia causado por una perturbación eléctrica debida a la caída de un árbol sobre una de las líneas de alta tensión que abastecen el complejo. Aproximadamente 300 milisegundos después varios imanes superconductores se apagaron, perdiendo su estado superconductor. Entre estos imanes se encontraban los imanes triples internos ubicados a la izquierda del Punto 8 (LHCb), que desempeñan un papel crucial en el enfoque de los haces para el experimento LHCb. En este caso particular, la perturbación eléctrica hizo que el sistema de protección de enfriamiento rápido (QPS) activara los calentadores de enfriamiento rápido de los imanes. Estos calentadores de extinción constan de una resistencia eléctrica incrustada en las bobinas magnéticas; están diseñados para calentarse rápidamente cuando se produce una extinción localizada en algún lugar del imán, con el fin de sacar todo el imán del estado superconductor de forma controlada y homogénea. Durante tal enfriamiento, el helio líquido en el imán se calienta y se convierte en un gas que el sistema criogénico recupera para volver a licuarlo, listo para enfriar los imanes nuevamente. Debido al calentamiento, el helio criogenizado se convirtió en helio gaseoso. Se estima que la reanudación del funcionamiento del LHC puede tardar un número considerable de semanas o meses. Un desafortunado accidente que interrumpe el corto tiempo de funcionamiento desde la puesta en marcha de esta Tercera Fase.
Según ha publicado el CERN, con fecha 21 de julio de 2023, gracias a una mejor calibración instrumental y a la suma del conjunto de datos recogidos durante la 2.ª Fase en funcionamiento del LHC (2015-2018) y, fundamentalmente, a las mejoras operacionales del detector ATLAS, se ha podido precisar con mucha mayor certidumbre la masa del bosón de Higgs con una exactitud del ± 0,09% de error, quedando establecida oficialmente en 125,11 GeV.
En un artículo presentado a Nature Physics el 25 de septiembre de 2023, se describe cómo se ha utilizado el bosón Z, el portador eléctricamente neutro de la fuerza débil, para determinar la intensidad de la fuerza fuerte con una incertidumbre sin precedentes inferior al 1%. ATLAS se centró en desintegraciones del bosón Z claramente seleccionadas en dos leptones (electrones o muones) y midió el impulso transversal del bosón Z a través de sus productos de desintegración. Una comparación de estas mediciones con predicciones teóricas permitió a los investigadores determinar con precisión que la constante de acoplamiento fuerte en la escala de masa del bosón Z era 0,1183 ± 0,0009, con una incertidumbre relativa de sólo el 0,8%.
El CERN anuncia que su capacidad de almacenamiento informático ha superado en septiembre de 2023 un exabyte de capacidad de datos (1.024 petabytes o un millón de terabytes), convirtiéndose así en el conjunto de servidores dedicados más grande que existe actualmente en todo el mundo. El almacén de datos del CERN no sólo ofrece datos de física del LHC, sino también todo el espectro de experimentos y servicios que necesitan gestión de datos en línea. Esta capacidad de datos se proporciona utilizando 111.000 dispositivos, predominantemente discos duros físicos junto con una fracción cada vez mayor de unidades flash.

## Actualización planificada de "alta luminosidad"
Después de algunos años de operatividad, cualquier experimento de física de partículas generalmente comienza a sufrir rendimientos decrecientes: a medida que los resultados clave que alcanza el dispositivo terminan por completarse y en los años posteriores de operaciones se descubren proporcionalmente menos descubrimientos que en los años anteriores. Una solución habitual es actualizar los dispositivos involucrados, aumentando la energía de colisión, la luminosidad o los detectores mejorados. Además de un posible aumento hasta 14 TeV en la energía de colisión. Una actualización de luminosidad del LHC, llamada el Gran Colisionador de Hadrones de Alta Luminosidad, comenzó en junio de 2018 lo cual aumentará el potencial del acelerador para nuevos descubrimientos en física a partir de 2027. La actualización tiene como objetivo aumentar la luminosidad del conjunto en un factor de 10, hasta 1.035 {\displaystyle cm^{-2}s^{-1}} , brindando una mejor oportunidad de ver procesos poco comunes y mejorando las mediciones estadísticamente marginales.

## Seguridad en el proceso de colisionar partículas
Los experimentos en el Gran Colisionador de Hadrones despertaron el temor de que las colisiones de partículas pudieran producir fenómenos del día del juicio final, que implican la producción de agujeros negros microscópicos estables o la creación de partículas hipotéticas llamadas "extrañas". Dos revisiones de seguridad encargadas por el CERN examinaron estas preocupaciones y concluyeron que los experimentos en el LHC no presentan ningún peligro y que no hay motivos para preocuparse, una conclusión respaldada por la American Physical Society.
Los informes también señalaron que las condiciones físicas y los eventos de colisión que existen en el LHC y experimentos similares ocurren de manera natural y rutinaria en el universo sin consecuencias peligrosas, incluyendo la entrada desde el espacio de rayos cósmicos de ultra alta energía que impactan en la Tierra con energías mucho más altas que los de cualquier colisionador artificial.

### Alarmas sobre posibles catástrofes
Desde que se proyectó el Gran Colisionador Relativista de Iones (RHIC), el estadounidense Walter Wagner y el español Luis Sancho denunciaron ante un tribunal de Hawái al CERN y al Gobierno de Estados Unidos, afirmando que existe la posibilidad de que su funcionamiento desencadene procesos que, según ellos, serían capaces de provocar la destrucción de la Tierra. Sin embargo su postura es rechazada por la comunidad científica, ya que carece de cualquier respaldo científico que la apoye.
Los procesos catastróficos que denuncian son:
- La formación de un agujero negro estable.
- La formación de materia extraña supermasiva, tan estable como la materia ordinaria.
- La formación de monopolos magnéticos (previstos en la teoría de la relatividad) que pudieran catalizar el decaimiento del protón.
- La activación de la transición a un estado de vacío cuántico.

A este respecto, el CERN ha realizado estudios sobre la posibilidad de que se produzcan acontecimientos desastrosos como microagujeros negros inestables, redes, o disfunciones magnéticas. La conclusión de estos estudios es que "no se encuentran bases fundadas que conduzcan a estas amenazas".
Resumiendo:
- En el hipotético caso de que se creara un agujero negro, sería tan infinitamente pequeño que podría atravesar la Tierra sin tocar ni un solo átomo, ya que el 95 % de estos son espacios vacíos. Debido a esto, no podría crecer y alcanzaría el espacio exterior, donde su probabilidad de chocar contra algo y crecer, es aún más pequeña.
- El planeta Tierra está expuesto a fenómenos naturales similares o peores a los que serán producidos en el LHC.
- Los rayos cósmicos alcanzan continuamente la Tierra a velocidades (y por tanto energías) enormes, incluso varios órdenes de magnitud mayores a las producidas en el LHC.
- El Sol, debido a su tamaño, ha recibido 10 000 veces más.
- Considerando que todas las estrellas del universo visible reciben un número equivalente, se alcanzan unos 1031 experimentos como el LHC y aún no se ha observado ningún evento como el postulado por Wagner y Sancho.

- Durante la operación del colisionador de iones pesados relativistas (RHIC) en Brookhaven (EE. UU.) no se ha observado ni un solo strangelet. La producción de strangelets en el LHC es menos probable que el RHIC, y la experiencia en este acelerador ha validado el argumento de que no se pueden producir strangelets.

Estos argumentos no impidieron que hubiera revueltas e incluso un suicidio por temor al fin del mundo cuando LHC lanzó su primera partícula el 10 de septiembre de 2008.

## Cultura popular
El Gran Colisionador de Hadrones ha obtenido una considerable atención fuera de la comunidad científica y su progreso es seguido por la mayoría de los medios científicos populares. El LHC también ha inspirado obras de ficción que incluye novelas, series de televisión, videojuegos y películas.
El Gran Hadron Rap, de la empleada del CERN Katherine McAlpine, superó los 7 millones de visitas en YouTube. La banda Les Horribles Cernettes fue fundada por mujeres del CERN. El nombre fue elegido para tener las mismas iniciales que el LHC.
Las reparaciones más complejas del Mundo de National Geographic Channel de su temporada 2.ª (2010), Episodio 6  'Atom Smasher' cuenta la sustitución de la última sección de imanes superconductores en la reparación del colisionador de enfriamiento después del incidente de 2008. El episodio incluye imágenes reales desde la instalación de reparación hasta el interior del colisionador y explicaciones de la función, la ingeniería y el propósito del LHC.
El Gran Colisionador de Hadrones fue el centro de atención de la película estudiantil Decay de 2012, la cual se filmó en los túneles de mantenimiento del CERN.
El largometraje documental Particle Fever sigue a los físicos experimentales del CERN que realizan los experimentos, así como a los físicos teóricos que intentan proporcionar un marco conceptual para los resultados del LHC. Ganó el Sheffield International Doc/Festival en 2013.

### Ficción
La novela Ángeles y demonios, de Dan Brown, trata sobre la antimateria creada en el LHC para ser utilizada en un arma contra el Vaticano. En respuesta, el CERN publicó ¿Realidad o ficción? página que discute la precisión de la representación del libro respecto al LHC, al CERN y a la física de partículas en general. La versión cinematográfica del libro tiene imágenes filmadas en el lugar del colisionador durante uno de los experimentos en el LHC. El director, Ron Howard, se reunió con expertos del CERN en un esfuerzo por hacer que la ciencia en la historia de la película sea lo más precisa posible.
En la serie de novelas visuales / manga / anime Steins;Gate, SERN (un error ortográfico deliberado del CERN) se habla de una organización que utiliza los agujeros negros en miniatura creados a partir de experimentos en el LHC para experimentar viajes en el tiempo y dominar el mundo. También participa en la vigilancia masiva a través del proyecto "ECHELON" y tiene conexión con muchos grupos de mercenarios en todo el mundo para evitar la creación enemigas de otras máquinas del tiempo.
La novela FlashForward, de Robert J. Sawyer, implica la búsqueda del bosón de Higgs en el LHC. El CERN publicó una página de "Ciencia y Ficción" entrevistando a Sawyer y físicos sobre el libro y en la serie de televisión basada en éste.